# Groß Neuendorf
Groß Neuendorf ist ein Ortsteil der Gemeinde Letschin im Landkreis Märkisch-Oderland in Brandenburg, gelegen am östlichsten Rand des Oderbruchs an der Grenze zu Polen.

## Geografie

### Geografische Lage
Groß Neuendorf liegt am linken, westlichen Ufer der Oder. Die Mitte der Oder markiert die Grenze zu Polen und damit die Ostgrenze Deutschlands, des Landes Brandenburg, des Landkreises Märkisch-Oderland und der Gemeinde Letschin. Groß Neuendorf liegt leicht erhöht im Oderbruch. Trotzdem wäre es ohne den Oderdamm ständig von Überschwemmung bedroht.

### Geologie
Die durch das Ablaufen eiszeitlicher Wassermassen ausgeschwemmten Urstromtäler hinterließen ausgedehnte Bruch- und Sumpfflächen. Das Oderbruch entstand als Teil des Thorn-Eberswalder Urstromtals vor etwa 20.000 Jahren. Durch das Zusammentreffen von Oder und Warthe in Küstrin südlich Groß Neuendorfs lag der Lauf der Oder ursprünglich westlicher. Mitgeschwemmte Schutt- und Geröllmassen lagerten sich wie ein Riegel im Norden des Oderbruchs ab. Deshalb wurde das Oderbruch regelmäßig im Frühjahr nach der Schneeschmelze und im Sommer bei Gewittern („Johannishochwasser“ um den Johannistag (24. Juni)) überschwemmt. Ab 1735, vor allem aber zwischen 1747 und 1762, wurde die Oder eingedämmt und das Oderbruch mit Entwässerungssystem trockengelegt.

## Geschichte

### Eingemeindung
Am 26. Oktober 2003 wurde Groß Neuendorf nach Letschin eingemeindet.

### Einwohnerentwicklung
| Jahr          | 1734 | 1772 | 1791 | 1801 | 1818 | 1840 | 1864 | 1875 | 1885 | 1890 | 1910 | 1925 | 1933 | 1946 | 1964 | 1971 | 1993 | 1997 | 2006 |
| Einwohnerzahl | 282  | 395  | 583  | 575  | 1053 | 1491 | 1769 | 1441 | 1551 | 1215 | 1206 | 1108 | 878  | 1981 | 774  | 704  | 482  | 457  | 447  |

### Historischer Abriss
Funde aus dem 1. Jahrhundert lassen darauf schließen, dass eine wendische Siedlung Vorläufer Neuendorfs ist. Im 12. Jahrhundert begann die germanische Besiedlung. Groß Neuendorf, das ursprünglich aus einem Fischerdorf entstand, wurde erstmals 1349 unter dem Ortsnamen „Cruschzik“ urkundlich genannt. Mit „Cruschzik“ könnte aber auch das bei Neuendorf gelegene Dorf „Kruschke“ gemeint sein. In der Urkunde belohnt Markgraf Ludwig der Ältere am 3. Januar 1349 den Probst zu Bärwalde Dietrich Mörner und seine Brüder und Erben für geleistete Dienste mit den Dörfern „Orthwig“ und „Cruschzik“. 1405 soll Michael von Sydow von den in Zellin wohnenden Brüdern Otto und Asmus Mörner die Orte „Villas Orthwick“ und „Cruschzik“ gekauft haben. Diese Urkunde ging verloren; eine 100 Jahre jüngere Abschrift soll im Archiv der königlichen Regierung zu Frankfurt (Oder) vorhanden sein; dort jedoch in der hochdeutschen Schreibweise „Neuendorf“.

#### Trockenlegung des Oderbruchs
Mit der Trockenlegung des Oderbruchs unter Preußenkönig Friedrich der Große verlagerte sich die Haupteinnahmequelle der Bewohner von der Fischerei auf die Landwirtschaft, vor allem die Viehzucht. Als Teil der Besiedlungspläne Friedrich II. für die trockengelegten Gebiete erhielten im Jahre 1754 Besitzer eines Hauses („Hausleute“, Häusler, Büdner) 30 Morgen Land, was einer Standeserhöhung gleichkam. Neue Ansiedler (die neuen Hausleute) bauten ab 1756 mit Genehmigung der königlichen Gutsherrschaft durch das Amt Zellin im Halbkreis um das Kerndorf herum ihre Häuser. Die neuen Ansiedler waren Knechte, Tagelöhner, Handwerker und jüngere Söhne der Bauern und Hausleute. 1799 wanderten 21 Hausleute nach Klein Neuendorf (heute Gemeindeteil von Sietzing, Letschin) ab. 1861 erreichte Groß Neuendorf den geschichtlichen Höchststand der Einwohnerzahl. Im Kerndorf hatten sich etliche Händler, Gewerbetreibende und Handwerker niedergelassen. Zu der Zeit gab es die erste Hausnummerierung von 1 bis 43. Von den nummerierten Häusern befand sich nur eines in Groß Neuendorf selbst, die anderen verteilten sich auf die Ortsteile Busch, Kruschke und Ausbau. 1864 gab es in Groß Neuendorf 42 ausgebaute Gehöfte, 162 Wohngebäude, 21 gewerbliche Gebäude und 389 steuerfreie Gebäude. Das Dorf verlor danach mit der Zeit nach und nach an Bedeutung.

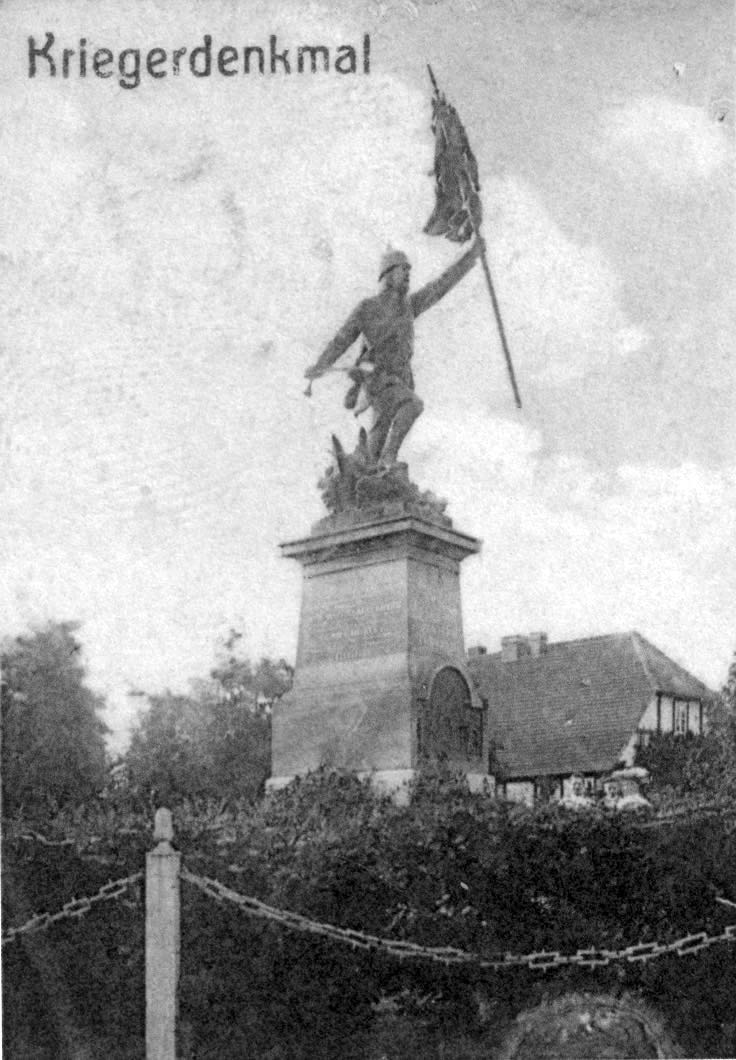
1897 enthülltes Kriegerdenkmal von Heinrich Wefing (um 1916)
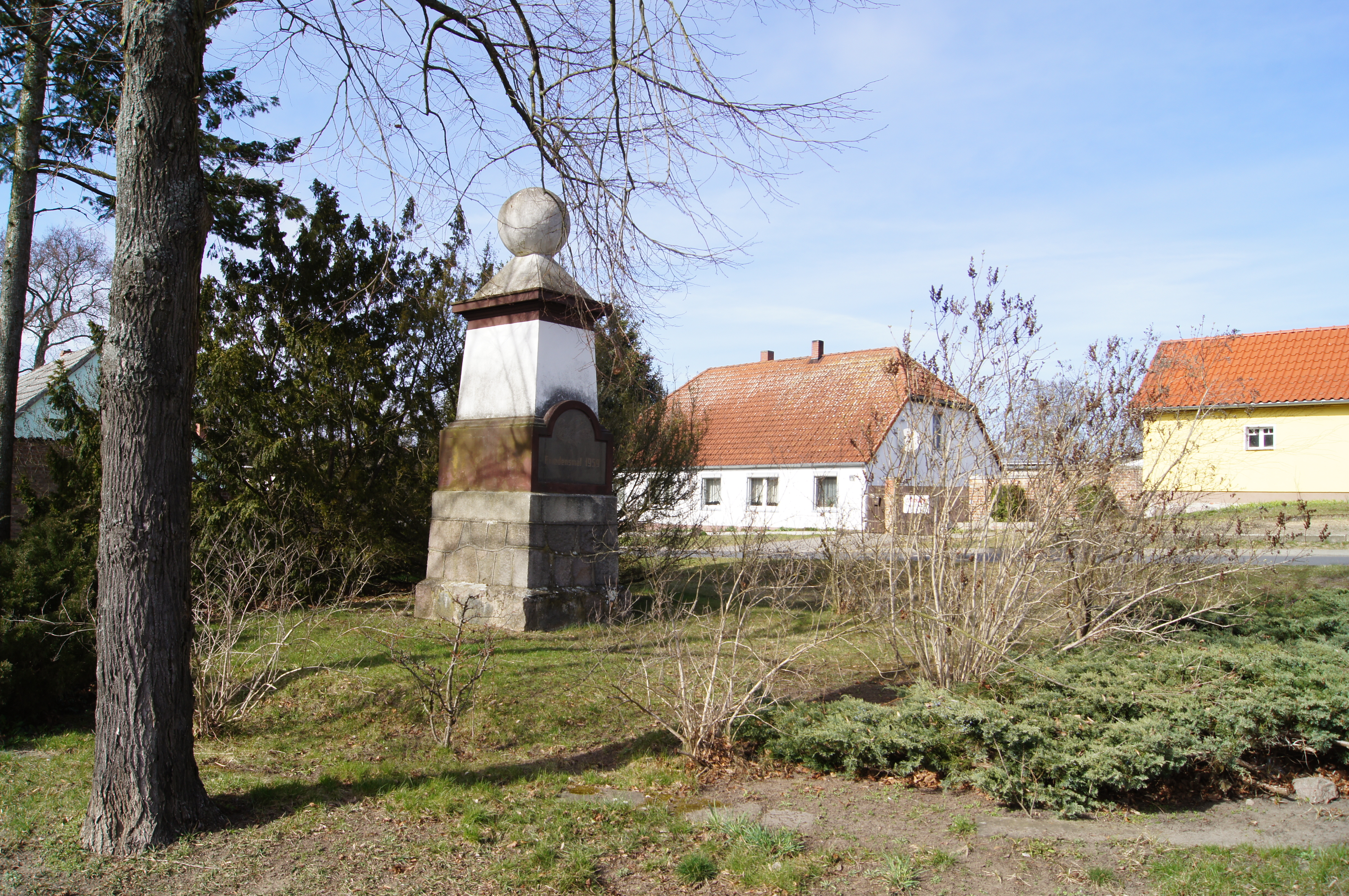
Friedensmal von 1959 (2016)

Ein Kriegerdenkmal des Bildhauers Heinrich Wefing für die Gefallenen des Deutsch-Französischen Krieges von 1870/71 wurde 1897 enthüllt. Es ist seit 1950 verschollen. Auf dem Sockel wurde 1959 ein Friedensmal errichtet.

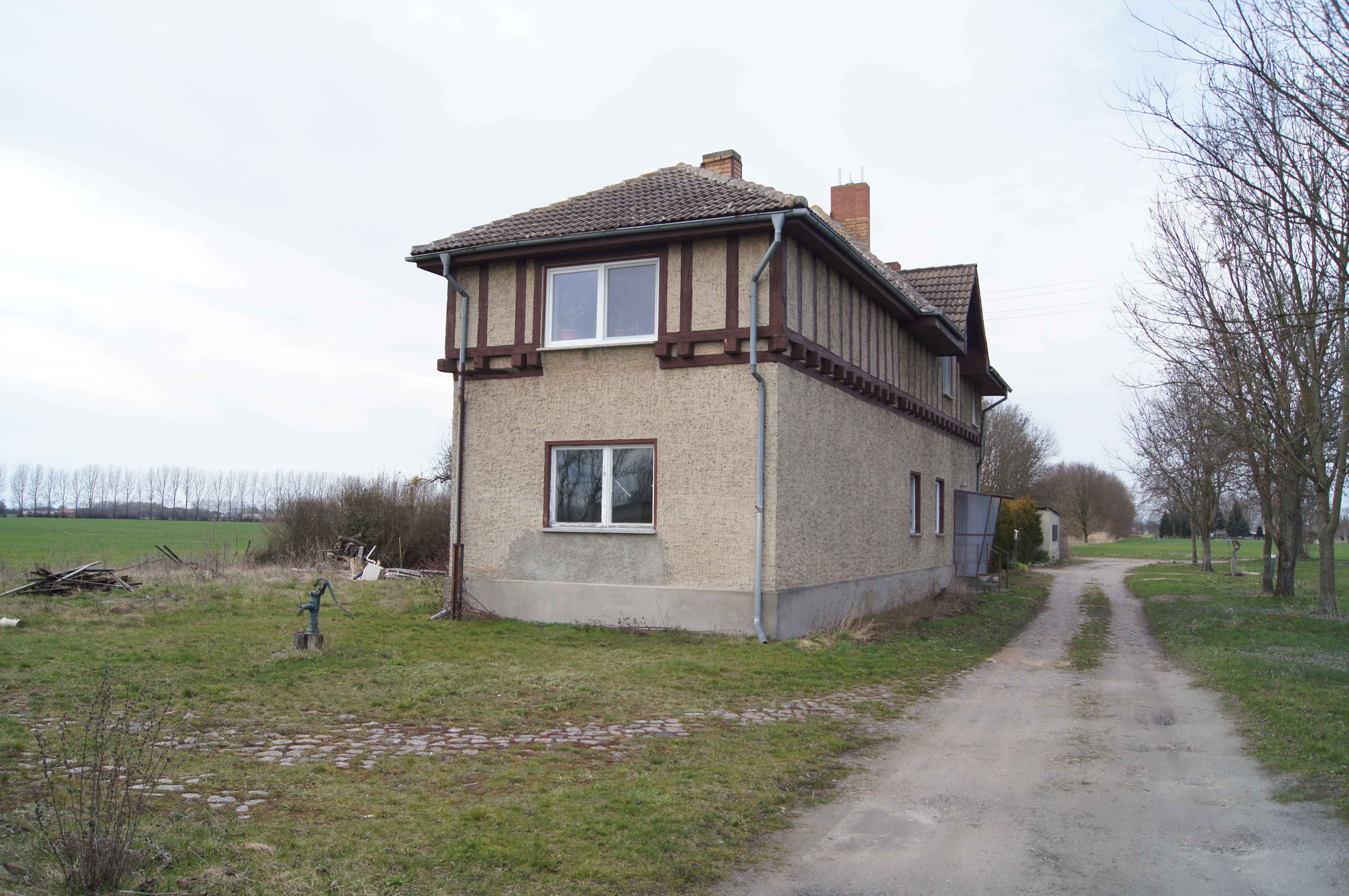
1966 stillgelegter Bahnhof (2016)

Groß Neuendorf wurde am 18. Oktober 1912 an die Oderbruchbahn zwischen Müncheberg und Wriezen angeschlossen. Groß Neuendorf verfügte über ein Bahnhofsgebäude und ein Anschlussgleis, welches den Hafen erschloss. Zwischen April 1945 und September 1948 war der Betrieb unterbrochen. Die Streckenstilllegung erfolgte 1966 durch die Deutsche Reichsbahn.
1940 kam es zu einem schweren Hochwasser, bei dem über 1 m dicke Eisschollen über den Deich geschoben wurden.
Vom Ende der 1920er Jahre bis 1945 erlebte Groß Neuendorf einen erneuten Aufschwung. 1945 gab es in Groß Neuendorf 90 Schiffer, 42 Bauern mit mehr als 20 ha Acker, 35 Schiffseigner, 5 Bäcker, 5 Korbmacher, 5 Kolonialwarengeschäfte, 4 Gaststätten, 4 Fischer, 3 Kurzwarengeschäfte, 3 Schneider, 3 Schuhmacher, 3 Fleischer, 2 Schmiede, 2 Tischler, 2 Holzschuhmacher, 2 Dachdecker, 2 Klempner, 2 Maler, 1 Frisör, 1 Seiler, 1 Töpfer, 1 Sattler und eine Malzfabrik. Es gab ein umfangreiches Vereinsleben mit Schützengilde, Radfahrverein (mit Kienitz), Anglerverein, Kriegerverein (Erster Weltkrieg), Deutsche Arbeitsfront (DAF), Schifferinnung (ca. 199 Mitglieder), Sängerverein der SPD, Sängerverein der Deutsch Nationalen und einem Turnverein.

#### Ende des Zweiten Weltkriegs
Gegen Ende des Zweiten Weltkriegs stand die Front zwischen Roter Armee und deutscher Wehrmacht zwei Monate an der Oder. Dorf und Umgebung standen unter Dauerbeschuss. Der Oderdamm war von Bunkern und Schützengräben durchzogen. Die Felder waren weitestgehend vermint und für Schützengräben aufgewühlt worden, sowie mit liegen gebliebenen Panzern, anderen Fahrzeugen, Waffen, Munition und weiterem Kriegsmaterial verseucht. Im Kerndorf wurden 89 % der Gebäude stark in Mitleidenschaft gezogen. Es kam zu Brandsetzungen, Vergewaltigungen und Erschießungen von Bewohner und Flüchtlingen aus den Ostgebieten. Nach Kriegsende im Mai 1945 kamen nach und nach nur 240 Einwohner zurück ins Dorf. Meist Frauen und Kinder, da die Männer gefallen oder in Kriegsgefangenschaft waren. Die Einwohner wurden von der sowjetischen Verwaltung zu Gemeinschaftsarbeit bei der Räumung der Straßen und Felder herangezogen. Etliche verloren bei der Minen- und Munitionsbergung ihr Leben.

#### Oderflutkatastrophe 1947
Der Winter 1946/1947 war streng und schneereich. In der Nacht zum 22. März 1947 brach nördlich Reitweins an zwei Stellen auf 100 m der Oderdeich. Fast alle Einwohner des Oderbruchs wurden evakuiert, meist in nahe gelegene Orte wie Schulzendorf oder Buckow. Groß Neuendorf selbst blieb vom Hochwasser weitgehend verschont, da es etwas erhöht liegt. Die Felder waren jedoch durchnässt und mussten neu angelegt werden. Die 42 Bauernwirtschaften organisierten sich in der Vereinigung der gegenseitigen Bauernhilfe (VdgB). Aus anderen Landesteilen, wie Thüringen oder Sachsen, kamen von den dortigen Bauern Spenden. Überwiegend wurde Vieh, wie Hühner und Kühe gespendet.

#### Wirtschaftliche Entwicklung zwischen 1945 und 1989
Durch die Verordnung der Provinz Brandenburg über die Bodenreform vom 6. September 1945 erhielten einige Bauern 3–5 ha Land landwirtschaftliche Nutzfläche vom Amt Kienitz. In Groß Neuendorf entstand 1948 eine Maschinenausleihstation (MAS), in der die Bauern landwirtschaftliche Maschinen ausleihen konnten. Nach 1950 wurde in Groß Neuendorf ein staatlicher Volkseigener Erfassungs- und Aufkaufbetrieb (VEAB) eingerichtet, der die genossenschaftliche Raiffeisenbank als „abnehmende Hand“ für landwirtschaftliche Produkte ablöste. Im Groß Neuendorfer VEAB lieferten auch die Bauern aus den Nachbardörfern ihre Produkte ab. Jeder Bauer erhielt über die staatliche Leitung einen Anbauplan, einen Viehhalteplan und ein „Soll“ an Abgaben. Überschüsse konnten als „freie Spitzen“ zusätzlich abgeliefert werden. Fast alle Gemeindemitglieder hielten Schweine, Kühe und bewirtschafteten individuelle Flächen. Der Aufkauf in einer Erfassungsstelle für Obst, Gemüse, Geflügel, Kaninchen und Eier im Dorf war bis 1989 eine Nebenerwerbsquelle der Groß Neuendorfer.
Laut Beschluss 2. Parteikonferenz der SED in Ost-Berlin vom 9. bis 12. Juli 1952 zur Bildung von Landwirtschaftlichen Produktionsgenossenschaften (LPG), sollten sich die Bauern auf freiwilliger Basis zusammenschließen. Da dies nicht zu den gewünschten Erfolgen führte, wurde der Druck langsam erhöht. In der Folge verließen einige Großbauern ihre Betriebe und gingen nach Westdeutschland. Gründe waren ein nicht erfüllbares Abgabe-„Soll“, politische Auseinandersetzungen und der immer mehr wachsende Druck zum Eintritt in die LPG. Die zurückgelassenen, sogenannten „devastierten Betriebe“ wurden – koordiniert vom Gemeinderat – von den verbliebenen Landarbeitern bewirtschaftet. In Groß Neuendorf wurde 1953 von 37 Landarbeitern und zwei Angestellten eine LPG gegründet, die den Namen „Fortschritt“ erhielt. Im Ortsteil Kruschke wurde zusätzlich die LPG „8. Mai“ gegründet. Im Frühjahr 1960 wurde die Kollektivierung der Landwirtschaft durch eine Kampagne der SED zwangsweise abgeschlossen; in Groß Neuendorf gab es keine Einzelbauern mehr. Die LPG wurde zum größten Arbeitgeber im Dorf. Es wurde eine Baubrigade gebildet, die Schweineställe, einen Schafstall und Wohnhäuser im Dorf und an der Straße zwischen Groß Neuendorf und Ortwig errichtete. Nachdem es ab 1969 Kooperationen mit landwirtschaftlichen Betrieben der Nachbardörfer gegeben hatte, wurde 1973 die „Kooperative Abteilung Pflanzenproduktion (KAP)“ gebildet. Die Feldwirtschaftsbereiche wurden aus den Agrarbetrieben herausgelöst und von der auf Pflanzenproduktion spezialisieren KAP betrieben. Die Viehwirtschaften wurden selbständige Betriebe. Diese richteten eine „zwischenbetriebliche Einrichtung Färsenproduktion“ ein. Im Ortsteil Kruschke wurde für 3,5 Millionen Mark eine Anlage für bis zu 2.400 Tiere erbaut. Die KAP wurde 1978 in eine LPG Pflanzenproduktion (LPG (P)) umgewandelt. Die „von oben“ aufgezwungenen Veränderungen in relativ kurzer Zeit und die offensichtlichen Nachteile einiger Maßnahmen wie der strikten Trennung von Pflanzen- und Tierproduktion führten zu einer Unzufriedenheit, die sich bis 1989 nie ganz legte.
1981/1982 kam es zu einem bedrohlichen Hochwasser, das jedoch mit großen Aufwand beherrscht werden konnte.

#### Nach der Wende
Nach Wende und friedlicher Revolution in der DDR, Währungs-, Wirtschafts- und Sozialunion und deutscher Wiedervereinigung kam es auch in Groß Neuendorf zu erheblichem Umbrüchen. Die LPG Pflanzenproduktion wurde aufgelöst und in drei selbständige Gesellschaften unterteilt: Kienitz, Ortwig mit Neubarnim und Gieshof-Zelliner Loose. In Groß Neuendorf wurde nach der Auflösung der LPG 1991 die Agrargenossenschaft e. G. ODEGA (Oderbruchgemüsegarten) gegründet. Erstmals seit den 1930er Jahren gab es wieder Arbeitslosigkeit. Mitarbeiter der LPG verloren ihre Arbeit. Hinzu kamen Arbeitslose aus geschlossenen volkseigenen Betrieben. Nach der Wende gab es zahllose Arbeitsbeschaffungsmaßnahmen (ABM), die jedoch keine dauerhafte Lösung darstellten. Zusätzlich wurde der landwirtschaftliche Nebenerwerb unwirtschaftlich. Es entstand ein soziales Gefälle zwischen denen, die Arbeit hatten, und denen, die keine hatten. Die Arbeitslosenquote lag 2003 bei 25 %.
Zeitgleich kam es jedoch zu Investitionen in die Dorfinfrastruktur. Mit Fördermitteln wurde schon 1991 begonnen, ein zentrales Abwassernetz zu bauen, das 1994 nach der Inbetriebnahme eine Kläranlage am Ortsrand in Betrieb genommen werden konnte. Straßen wurden saniert und 1993/1994 wurde der jüdische Friedhof restauriert. Am 1. Juni 1994 wurde ein Kinderspielplatz eröffnet. Die Straßenbeleuchtung wurde erneuert.
Die Gemeindevertretung legte sich auf den Tourismus als neuen, wichtigen Arbeitgeber fest. In einem ABM-Projekt wurde ein Besucher-Leitsystem mit Hinweistafeln zur Geschichte der Sehenswürdigkeiten des Ortes angelegt. Das Oderhochwasser 1997 hatte Groß Neuendorf verschont; in der Folge wurde der Oderdeich vollständig saniert. Am Bollwerk wurde 1998 ein Anlegesteg für die Fahrgastschifffahrt eröffnet.

#### Oderhochwasser 1997 und 2010
Im Sommer 1997 bestand für das Oderbruch für mehrere Wochen die Gefahr der völligen Überschwemmung. Der Oderdamm drohte auf 90 km an mehreren Stellen zu brechen. Allein am 19. Juli 1997 waren in Groß Neuendorf 150 Bundeswehrsoldaten im Einsatz. Am 31. Juli 1997 brach der Groß Neuendorfer Pegel die Höchstgrenze von 6,00 m. Erst am 4. August 1997 sank der Pegel das erste Mal.
Das Oderhochwasser 2010 zeigte höhere Pegelstände als 1997, war wegen der erfolgter Hochwasserschutzmaßnahmen nach dem Hochwasser von 1997 jedoch weit weniger bedrohlich.

### Jüdische Geschichte

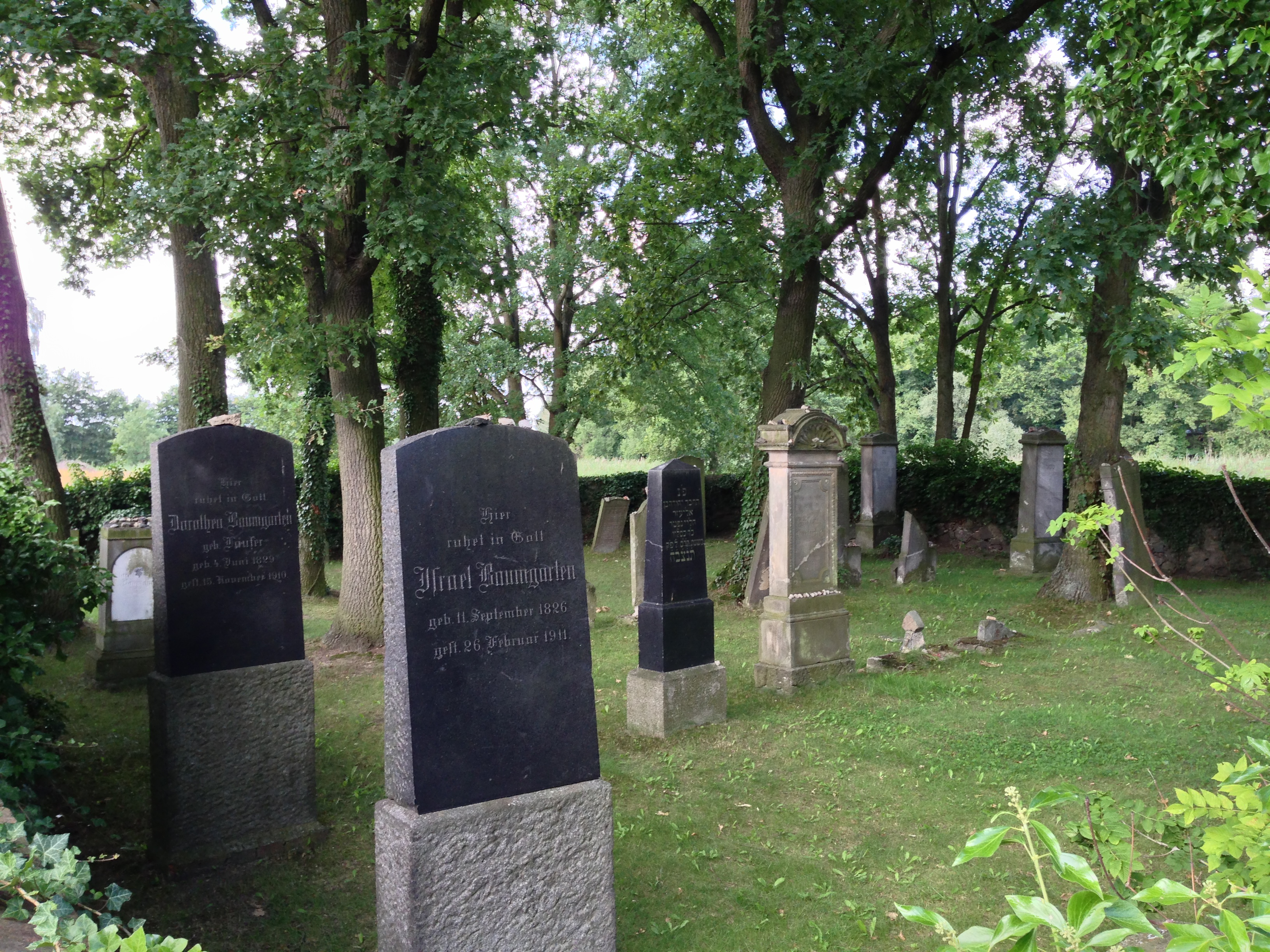
Jüdischer Friedhof (2013)

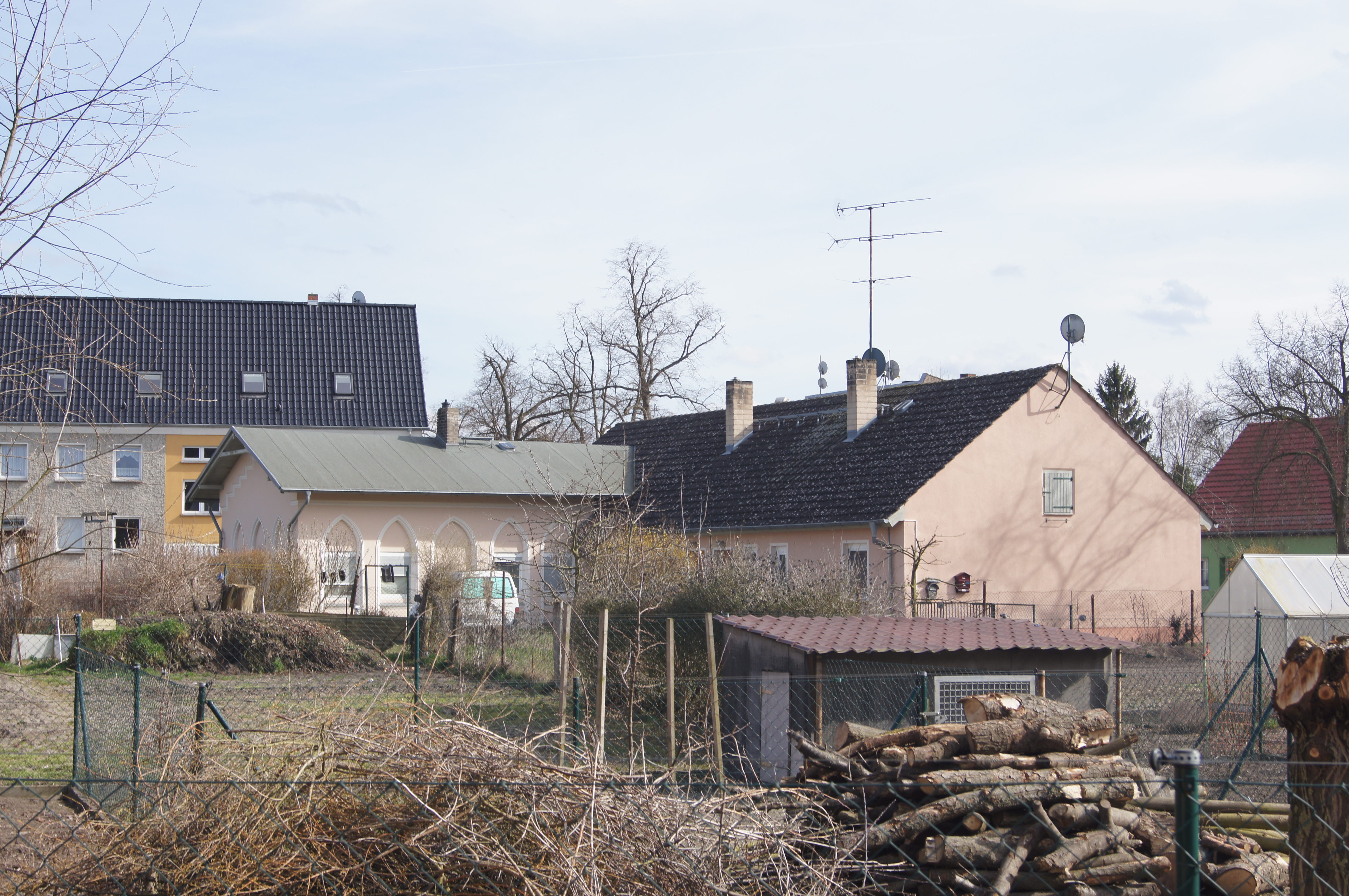
Synagoge und Wohnhaus (2016)

Groß Neuendorf verfügte über eine Jüdische Gemeinde mit einer eigenen Synagoge und einem jüdischen Friedhof, die beide bis heute erhalten sind.
Der jüdische Getreidegroßhändler Michael Sperling erwarb 1832 für 380 Taler in Groß Neuendorf ein Sommerhaus. Mitte des 19. Jahrhunderts eröffnete er in Groß Neuendorf eine Filiale seines Betriebs. Der Betrieb expandierte und holte als Arbeitskräfte Menschen jüdischen Glaubens ins Dorf. 1847 wurde in Letschin eine zunächst noch private jüdische Gemeinde für Groß Neuendorf und Letschin gegründet. Sie wurde 1853 zu einer eigenständigen jüdischen Gemeinde. Auf Betreiben Michael Sperlings erwarb die jüdische Gemeinde 1855 ein Grundstück für einen jüdischen Friedhof etwas außerhalb Groß Neuendorfs. Der älteste heute erhaltene Grabstein datiert jedoch bereits auf 1842. Ebenfalls 1855 beschloss die Gemeinde in einem Statut, dass ihre Zuständigkeit mit dem Polizei-Bezirk des Domainen-Amtes Wollup identisch sei. Mitglieder lebten außer in Letschin und Groß Neuendorf noch in den Dörfern Klein Neuendorf, Kienitz, Gerickenberg, Sophiental und Ortwig. Einer der Mitgründer der Letschin-Groß Neuendorfer Gemeinde war Lehmann Baumann. Ursprünglich aus der jüdischen Gemeinde Wriezen kommend zog er 1855 nach Landsberg an der Warthe. Neben seinem Beruf als Kaufmann fungierte er als Beschneider. Sein Beschneidungsbuch, das Eintragungen von 1833 bis 1871 enthält, ist im Original erhalten. Von 1833 bis 1854 beziehen sich die Eintragungen auf Wriezen und die umliegenden Ortschaften im Oderbruch, nach 1855 auf Landsberg a.W.
Der Letschiner Kaufmann und langjährige Vorsitzende des Vorstands Herz Hartwich starb 1864; sein Nachfolger wurde Michael Sperling. Auf dessen Betreiben hin verlegte die jüdische Gemeinde 1864 ihren Sitz nach Groß Neuendorf. Dies war nur möglich, wenn mindestens 10 erwachsene Männer jüdischen Glaubens im Ort wohnten. 1865 wurde ein Bethaus gebaut und ein jüdischer Lehrer angestellt, der auch im Dorf wohnte. Das Fachwerkhaus des Lehrers ist nicht erhalten geblieben. Die Synagoge wurde als Anbau des Arbeiterwohnhauses Michael Sperlings (heute Straße der Freundschaft 32) errichtet. Sie ist von der Straße aus nicht sehen, da sie vom Wohnhaus verdeckt wird.
Michael Sperlings Frau Betty verstarb 1865; er selbst nur ein Jahr später. Ihr Sohn Julius eröffnete 1876 ein Getreidegeschäft in Berlin und 1886 eine Zweigniederlassung in Groß Neuendorf. Julius Sperlings Sohn Waldemar verstarb an seinem 69. Geburtstag, wie einer Traueranzeige dessen Sohnes Dr. Michael Sperling vom 16. November 1929 zu entnehmen ist. Michael hatte in den 1920er Jahren eine Getreide-Aktiengesellschaft in Berlin NW 7 sowie eine Tochtergesellschaft „Gesellschaft für Landhandel“ mit Sitz in Wriezen gegründet. Er floh 1939 nach Kuba. Sein gesamtes Vermögen wurde vom nationalsozialistischen Staat eingezogen.
Im Jahr 1882 zählte die jüdische Gemeinde nur noch 14 männliche erwachsene Mitglieder. 1895 wurde die Gemeinde auf behördliche Anordnung aufgelöst. Die jüdischen Einwohner in den Dörfern des Amtes Wollup wurden in den Synagogenbezirk Seelow einbezogen. Die Groß Neuendorfer Synagoge wurde weiterhin genutzt; der letzte Gottesdienst wurde 1910 gefeiert.
Die letzten jüdischen Bewohner, zwei ältere Damen (eine davon hieß Frau Baumgarten), sollen 1943 oder 1944 von der Polizei abgeholt worden sein. Ihr weiteres Schicksal ist nicht belegt.
Das Wohnhaus der Familie Sperling war nach Ende des Zweiten Weltkrieges in ein Mehrfamilienhaus umfunktioniert worden. 1982 wurde es bei einem Brand völlig zerstört.
Der Friedhof war noch in den 1960er Jahren unbeschädigt. In den 1970er Jahren wurden einzelne Grabsteine zur Befestigung eines nahe gelegenen Weges missbraucht. 1986 wurde der Friedhof geschändet. Der Friedhof befand sich 1992 in einem völlig verwahrlosten Zustand. Viele Grabsteine waren zerbrochen und umgestürzt. Von 1992 bis 1994 wurden die Steine und die Friedhofsanlage mit Hilfe von Jugendlichen des CVJM und äthiopischen Asylbewerbern restauriert. 2008 wurde im Rahmen des Projekts Jüdische Friedhöfe in Brandenburg der Friedhof in Bild und Text dokumentiert.

### Baugeschichte

#### Kirche

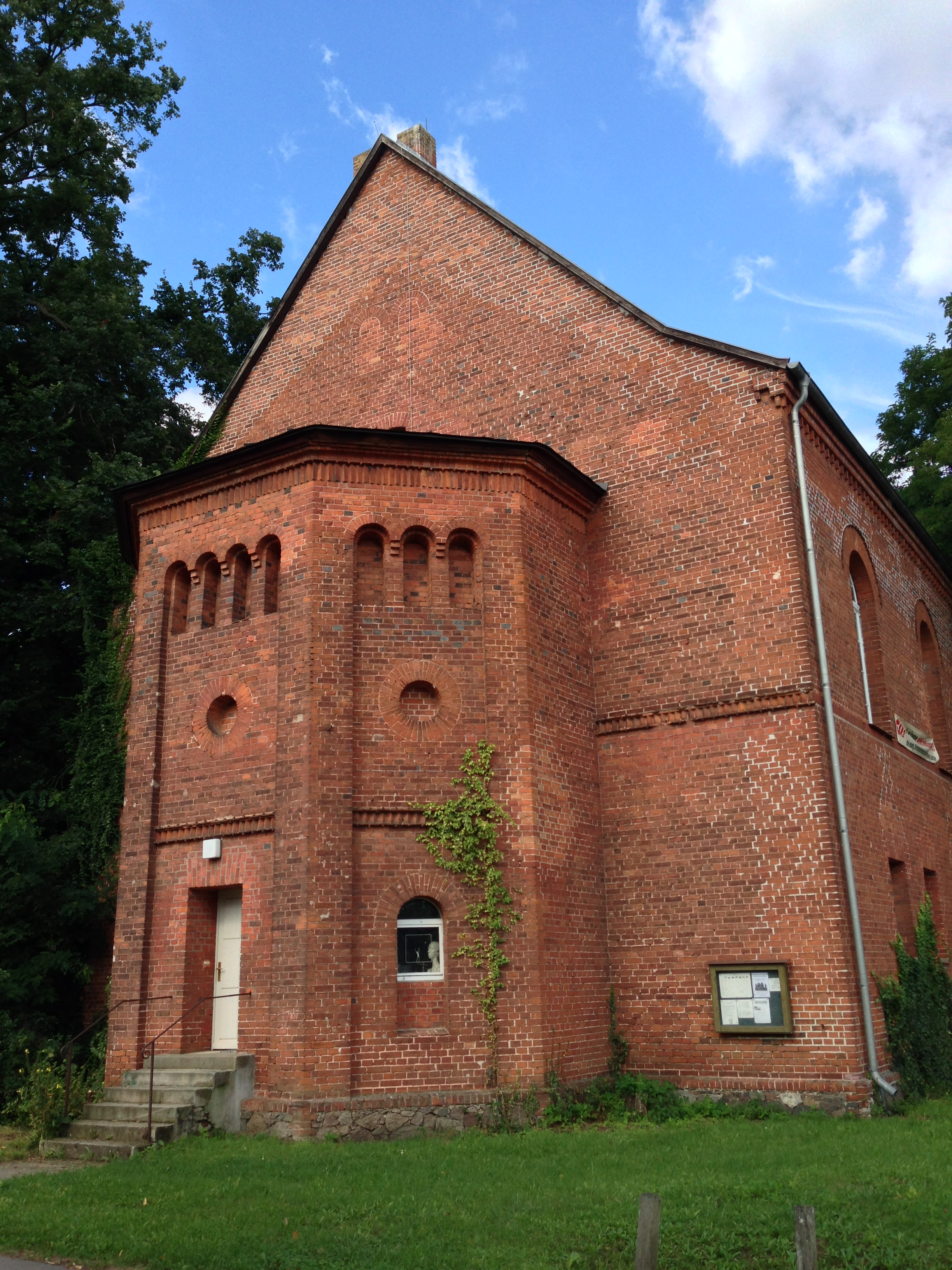
Kirche in Groß Neuendorf (2013)

Um 1200 wird die Kirche in Groß Neuendorf dem Templerorden zugeordnet. Wegen Baufälligkeit der alten Begräbniskirche wurde 1703 eine neue Kirche errichtet. Ein Jahr später erhielt Gutsherr von Sydow die Erlaubnis zur Gründung einer Pfarrgemeinde. 1706 wurde ein einstöckiges Pfarrhaus aus Holz errichtet. Aus dem Jahr 1707 datiert ein kupferversilbertes Taufbecken. Drei der heute vorhandenen Glocken wurden 1708 gestiftet.
Die heute noch bestehende Kirche wurde 1850 durch Baumeister Emil Flaminius errichtet. Der Turm wurde 1934 saniert. Die Evangelische Kirche Groß Neuendorf wurde 1945 im Nachgang an die Schlacht um die Seelower Höhen durch Vorrücken der Roten Armee schwer beschädigt. Von den 1950er bis in die 1960er Jahre wurde die Kirche wieder aufgebaut. Das Kirchenschiff mit darunter liegender Pfarrwohnung konnte erhalten werden, der Turm wurde abgerissen. Das Läutwerk befindet sich nebenstehend in einem Holzunterstand. 1949 erhielt die Kirchengemeinde eine Orgel. Das gesamte Gebäude wurde 1997 mit Fördermitteln des Landes Brandenburg grundsaniert.

#### Hafenanlagen

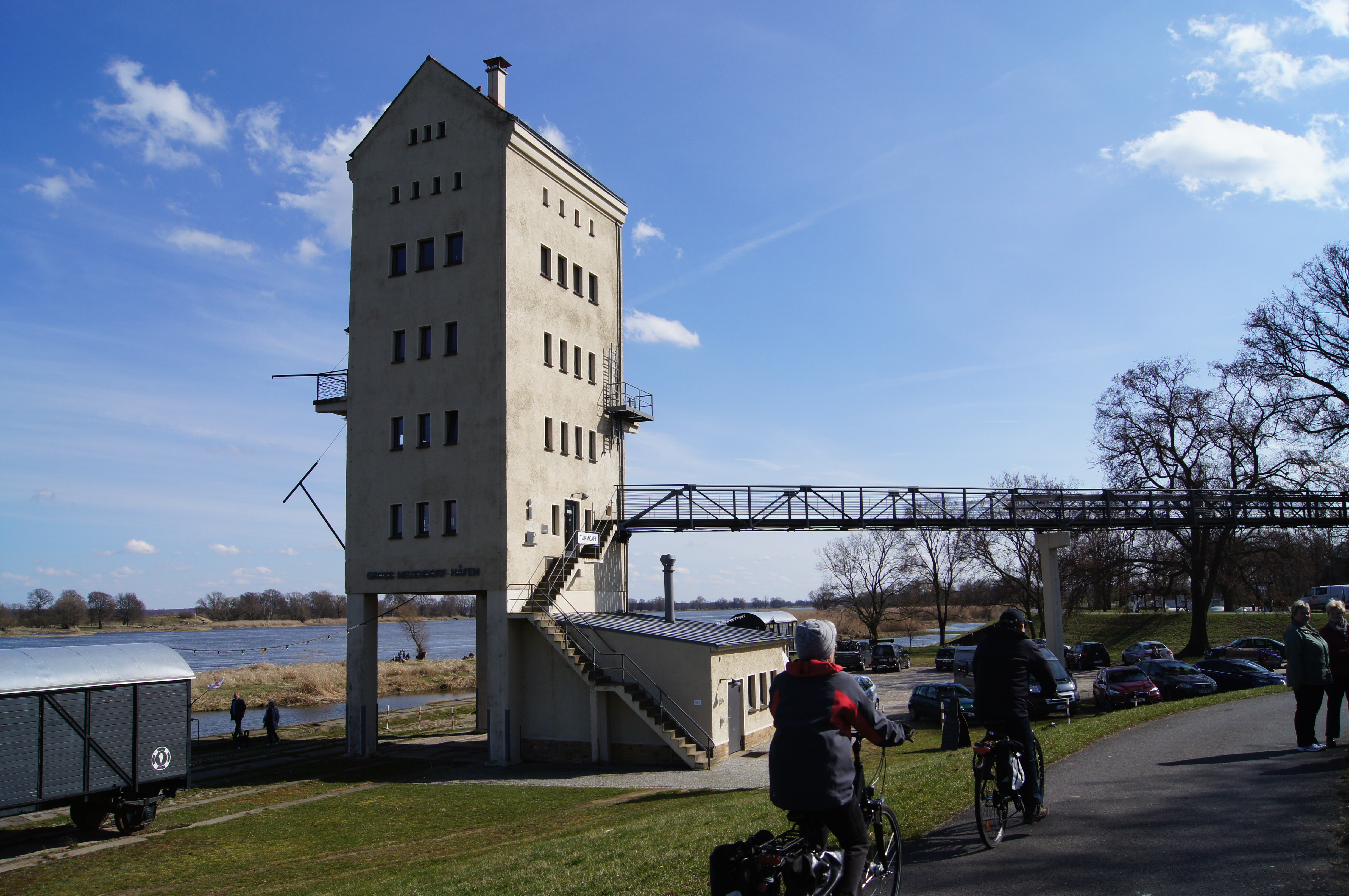
Hafenanlage (2016)

Die erste Kaimauer in Groß Neuendorf entstand 1909. 1911 entstand die zweite Kaimauer zum Anschluss der Oderbruchbahn. Zeitgleich wurde eine Pegel-Mauer errichtet. 1913 wurde der erste Verladekran gebaut. Die Hafenbahn war zu diesem Zeitpunkt noch eingleisig. 1928 folgte der zweite Verladekran. Inzwischen war die Hafenbahn zweigleisig. Der erste Verladeturm wurde 1940 in Holzbauweise errichtet. Zum Ende des Zweiten Weltkriegs wurde der gesamte Hafen 1945 zerstört.
Die Verladestation wurde 1953 im Auftrag des VEAB Groß Neuendorf durch das „Entwurfsbüro für Hoch- und Industriebau Chemnitz des Ministeriums für Aufbau“ zum vollautomatischen Getreideumschlag von Lastkraftwagen auf Bahnwaggons und Schiffe errichtet. Dabei entstand auch der erhalten gebliebene zweite Verladeturm als „Turm für pneumatische Schiffs- und Waggon-Be- und Entladung“. Architekt des Turms war Walter Luckow aus Waren. Neben dem Umschlag über den Verladeturm wurde das Getreide aus dem Hinterland über Lastkraftwagen auch direkt in das Maschinenhaus geliefert, wo es in vertikalen Getreidebunkern getrocknet und gereinigt wurde, um es anschließend über die ehemalige Förderbrücke West in die 100 m langen und 20 m breiten Kornspeicher Nord und Süd zu verbringen. Von dort gelangte es über Saugkraft zurück in das Maschinenhaus, wo es abgepackt und in Lastkraftwagen abtransportiert wurde. Auch im Verladeturm wurden die Entladevorgänge mittels Saugkraft und Kreiselpumpen bewerkstelligt, welche in einem eingeschossig angebauten Gebläsehaus untergebracht waren.
Der Umschlag erfolgte bis 1971 auf Waggons der Oderbruchbahn, danach auf LKW. 1973 wurde der Bahnbetrieb eingestellt. Der zweite Verladeturm wurde stillgelegt und die Gebäude dem Verfall preisgegeben. Ein dritter schienengebundener Verladekran wurde 1983 errichtet. Mit ihm wurden Betonfertigteile für Neuhardenberg umgeschlagen. Die Hafenbahn war zu diesem Zeitpunkt zweigleisig. Die neue Gleisanlage war über die alte gebaut worden. 1987 gab es diverse mobile Kräne und der dritte Verladekran wurde wieder abgebaut. Ab 2003 erfolgten Umbauten für die touristische Nutzung der Anlage.

#### Gasthaus An der Oder
Das Gasthaus An der Oder wurde 1733 erstmals erwähnt. Der erste namentlich bekannte Besitzer war Phillipp Cosband. Ein späterer Nachfolger, der Zimmermeister und Holzhändler Martin Mielenz, baute das Haus neu aus und eröffnete darin eine Gaststätte. Nach einigen weiteren Besitzerwechseln betrieb die Familie Matthesius Gasthaus und Hofstelle bis 1920. Im Folgejahr kauft Willy Eckert aus Frankfurt (Oder) beides für 32.000 Reichsmark. Er ließ einen Saal und eine Kegelbahn bauen. Nach seinem Tod 1934 übernahm seine Witwe Johanna, geborene Pommer das Anwesen. Am Ende des Zweiten Weltkrieges wurde das Anwesen zerstört und später nicht mehr aufgebaut. Dort befindet sich 2016 eine Sitzecke am Speicher / Dorfstraße.

#### Gasthaus Zum Schwarzen Adler (Besucherzentrum mit Landfrauencafé)

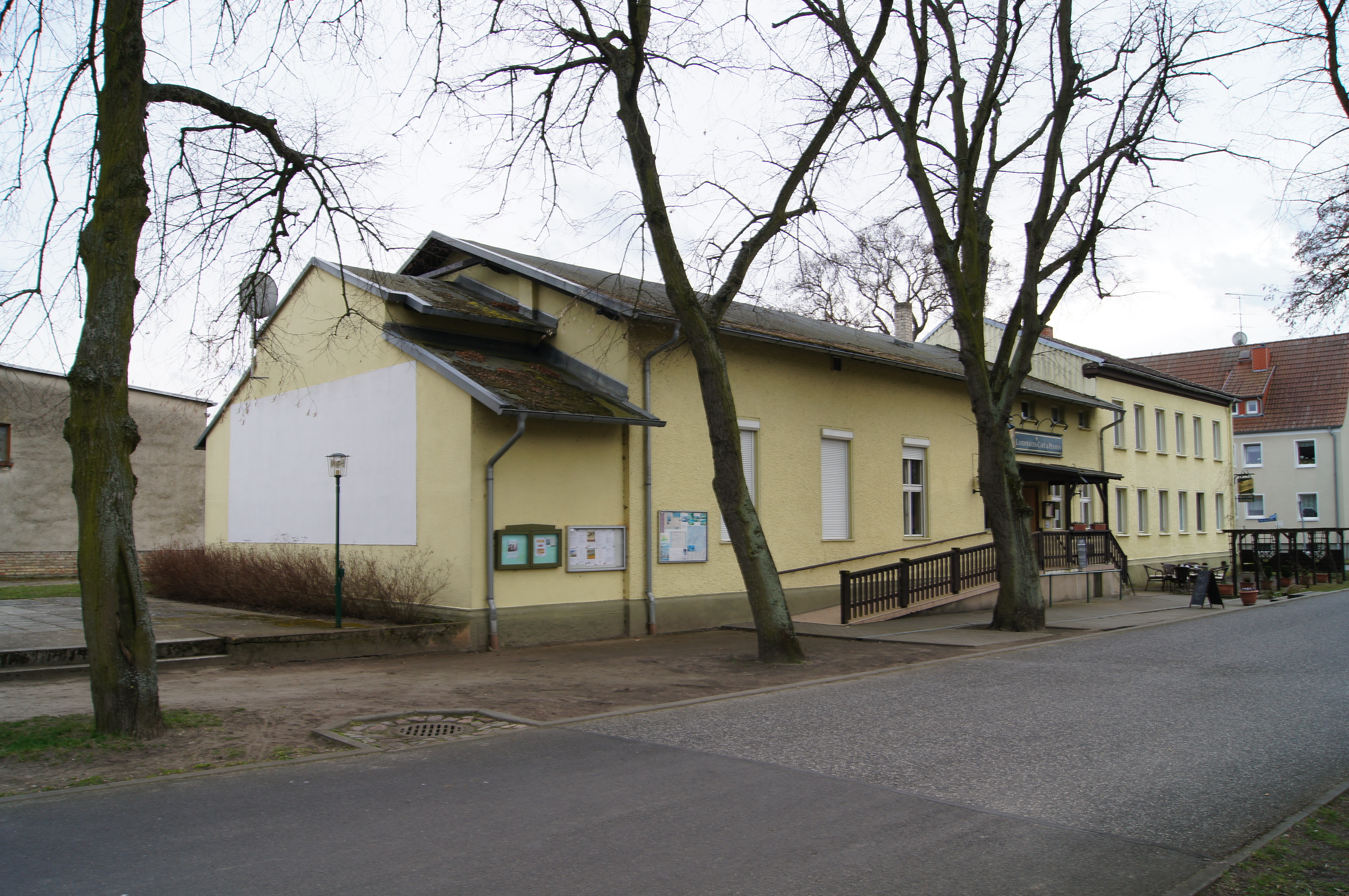
Landfrauencafé (2016)

Von diesem Gasthaus wird vermutet, dass es auf den ältesten Dorfkrug des Ortes zurückgeht. 1756 vererbte ein Georg Eichner seinem Sohn Wohnhaus, Garten und Scheune, wofür eine Nachlassmasse von 200 Talern zu zahlen war. Dieser wiederum wurde 1805 von seiner Schwiegermutter Anna Eichner beerbt. Nach einer weiteren Erbschaft in der Familie 1823 (450 Taler Erbmasse) ging der Besitz Mitte des 19. Jahrhunderts an Karl-Ludwig Pehlemann (4.174 Taler). Dessen Tochter heiratete Karl Friedrich Zabel aus Werbellinsee (8.500 Taler Erbmasse). Der Gasthof blieb bis 1904 in der Familie Zabel. Bei der Enthüllung des Kriegerdenkmals des Berliner Bildhauers Heinrich Wefing 1897 fasste das Gasthaus kaum die vielen Dorfbewohner und Ehrengäste, darunter Landrat Kaspar Heinrich von der Marwitz und der Reichstagsabgeordnete und Gutsbesitzer Gustav Haake aus Letschin. Im September 1902 brannte der gesamte Dachstuhl; einen Monat später der Stall. Kurz vor dem Tod der Witwe Zabel wurde der Gasthof 1904 an einen Peter Leisten aus Werneuchen verkauft. Dieser benannte ihn in ‚Hotel „Zum Schwarzen Adler“‘ um. Der Schiffseigner Otto Vogler übernahm es 1921. Ein Hotelgast namens Harri von Brandis stahl Otto Vogler 1927 100 Mark. Vogler und dessen Söhne stellten ihn am nächsten Morgen; von Brandis wurde von den Gendarmen Frühbus und Seel verhaftet. Er entpuppte sich als aus Hamburg entflohener Raubmörder. Das Hotel blieb bis 1945 in Besitz der Familie Vogler. Bis zur Wende 1989 gab es viele, zuerst auch noch private Pächter. Ein Ehepaar Zick übernahm das Haus 1990. Im Dezember 1993 räumte es jedoch das gesamte Inventar aus und zog nach Portugal, um dort seinen Lebensabend zu verbringen. Die Gemeindeverwaltung bemühte sich, das leerstehende Haus zu kaufen. 1995 wurde festgestellt, dass die Gebäude nie in Volkseigentum übergegangen waren, sondern immer noch Otto Vogler im Grundbuch stand. Die Gemeinde kaufte den „Schwarzen Adler“ mit Nutzungsdatum ab 1. April 1998. Das Haus wurde zum touristischen Besucherzentrum umgebaut. Der im Dezember 1997 gegründete „Landfrauenverein Mittleres Oderbruch“ pachtete den „Schwarzen Adler“ und eröffnete am 29. Mai 1998 ein Landfrauencafé im Gebäude Alte Dorfstraße 24. Spätestens seit 2011 wird das Café privat betrieben – hat aber den Namen beibehalten.

#### Gasthaus Zum Sportplatz (Galerie Koch und Kunst)

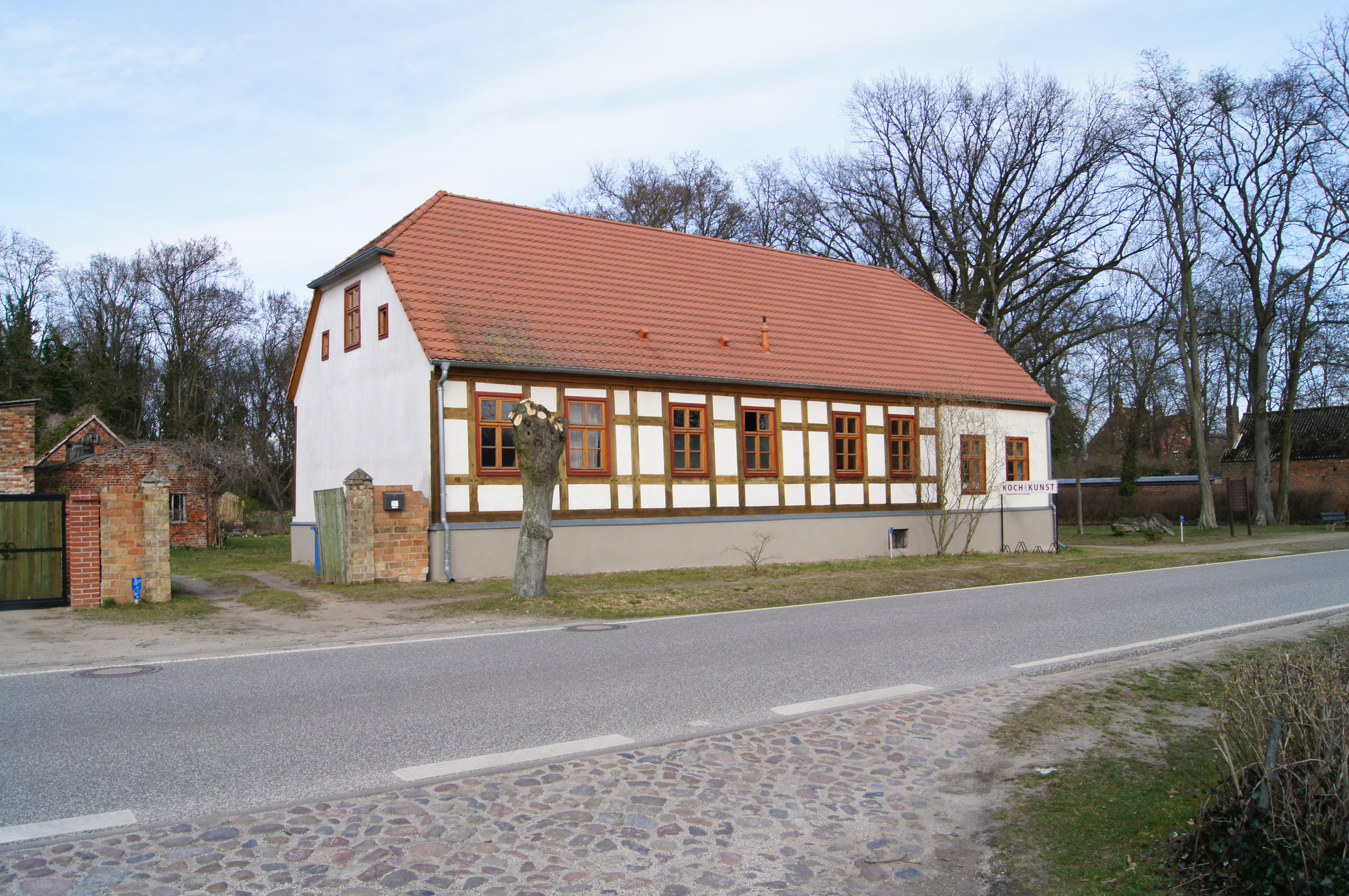
Galerie Koch und Kunst (2016)

Der Kaufmann Wilhelm Torges kaufte 1826 dem Bauern und Schulzen Christian Friedrich Steffen eine kleine, sandige Kavel ab und errichtete darauf eine Gaststätte. Der Fuhrherr Karl Hoffschild übernahm sie 1880 von der Familie Torges; ließ sie jedoch eingehen. Nach dem Ersten Weltkrieg wurde im Gebäude eine Maschinenhandlung untergebracht. Ein Walter Voigt eröffnete 1927 die Gaststätte neu; gab aber schon 1931 an den Schiffseigner Karl Kunert ab. Gasthof und Laden erlebten eine Blütezeit. Max Schmeling und Anny Ondra übernachteten hier, wenn sie auf Verwandtenbesuch in Groß Neuendorf waren. Bis 1945 befand sich vor dem Haus eine Tankstelle. Nachdem 1969 im Dorf eine Kaufhalle eröffnet worden war, schloss Familie Kunert den bis dahin bestehenden Laden.
Der Fotograf Stefan Hessheimer und die Kunsttherapeutin und Foodcoach Kerstin Rund eröffneten 2000 im Haus Poststraße 12 die „Galerie Koch und Kunst“, in der Ausstellungen, Foto- und Kochkurse stattfinden.

#### Gasthaus Zur schönen Aussicht (Pension Oderblick)

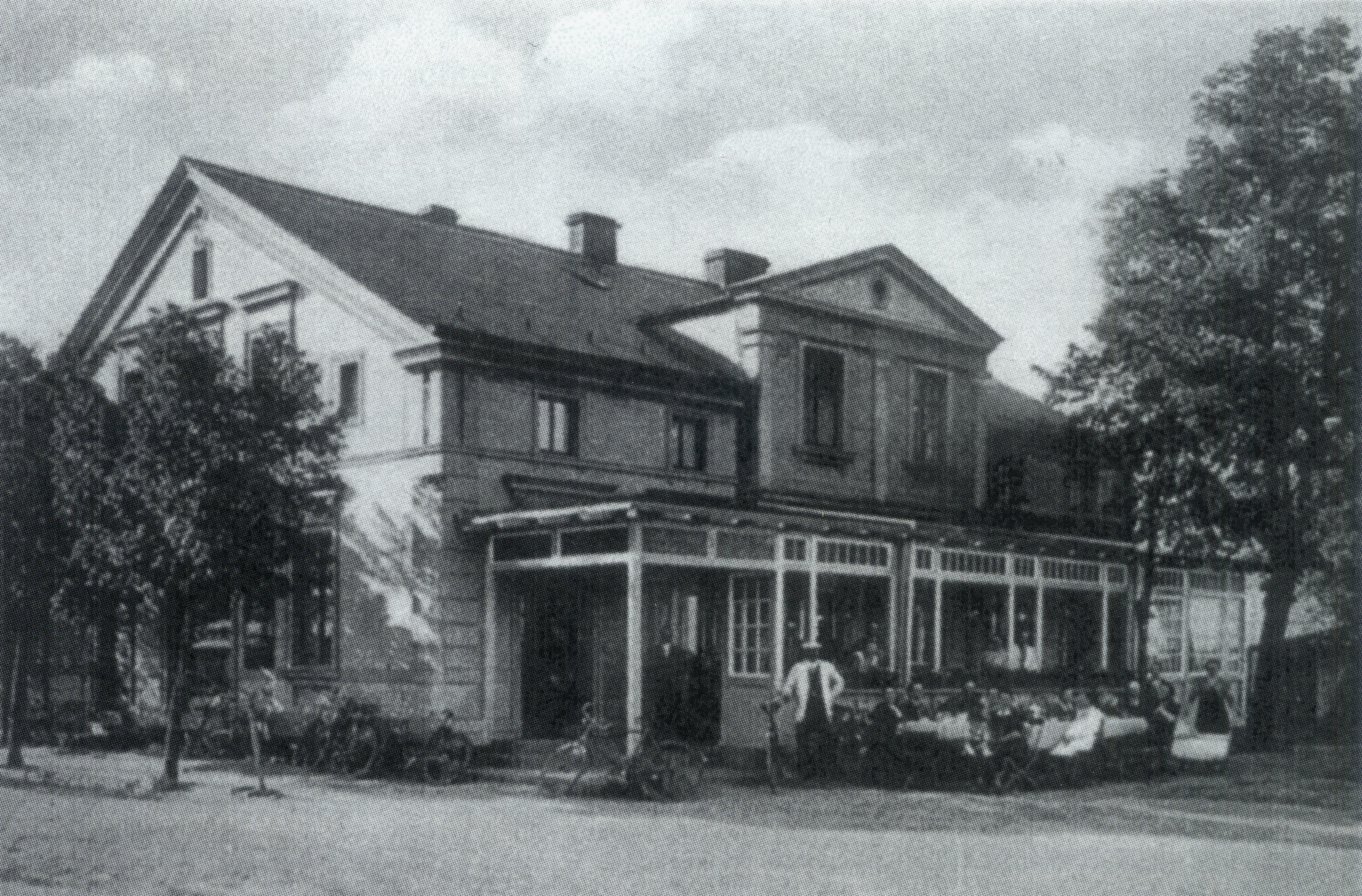
Zur schönen Aussicht (ca. 1916)

Wahrscheinlich Michael Rochlitz erbaute zwischen 1700 und 1733 auf dem Grundstück eine Hausmannsstelle. Später wurde ein Gasthof eingerichtet, der 1873 an Wilhelm Menzel ging. Dieser betrieb neben der Gastwirtschaft auch ein Kaufmannsgeschäft. Da er in Schifffahrtskreisen gut bekannt war, ließ er sich Güter, wie Heringe, Kaffee und andere Kolonialwaren direkt aus Stettin liefern und verkaufte sie an andere Kaufleute in der Umgebung weiter. Er ließ den hinter dem Haus am Damm stehenden Stall zum Lagerhaus ausbauen. Am 30. Januar 1895 zerstörte ein Feuer das Wohnhaus. Wilhelm Menzel ging daran, das Anwesen wieder aufbauen zu lassen. Er verstarb jedoch kurz vor Fertigstellung, wurde in der neu gedielten Schankstube aufgebahrt und unter großer Anteilnahme auf den Kirchhof überführt. Sein Sohn Franz Menzel führte den Aufbau fort und übernahm die Wirtschaft. Nach dessen Tod 1923 übernahm seine Witwe Anna, geborene Kunert. Deren Tochter Elfriede heiratete den Kaufmann Franz Stefanides und beide übernahmen 1940 Gastwirtschaft und Kaufmannsladen. Der Laden bestand, bis 1969 im Dorf eine Kaufhalle eröffnet wurde. Die Gaststätte musste 1973 schließen.

## Kultur und Sehenswürdigkeiten
Als besondere Reize des Ortes werden der freie Blick auf die Oder, die restaurierte Hafenanlage, die stillen Angelplätze auf den Oderbuhnen und die zum Oder-Neiße Radweg gehörenden asphaltierten Wege auf dem Oderdeich genannt. Touristisches Zentrum ist der Kulturhafen Groß Neuendorf mit dem Hotel Restaurant Maschinenhaus, HafenLädchen, vieretagigem Historischem Verladeturm mit Ferienwohnung, Übernachtungsmöglichkeiten in Bahnwaggons und einem Theaterwaggon.

### Baudenkmale
- Jüdischer Friedhof mit Einfriedung (Parkweg)
- Kapelle und Mauereinfriedung mit Wandgräbern der westlichen Friedhofserweiterung auf der Friedhofsanlage (Poststraße)
- Grabmal des Lehnschulzen Lorenz Steffen und Ehefrau Dorothee Sophia Steffen
- Familiengrab Laehme-Horn mit vier gusseisernen Kreuzen
- Wohnhaus Alte Dorfstraße 2
- Hafenanlagen, bestehend aus Verladeturm, Resten der Gleisanlagen der Oderbruchbahn, Kaimauer und Maschinenhaus mit Separier- und Trocknergebäude (Hafenstraße 2)
- Gaststätte am Hafengelände (Hafenstraße 16/17)
- Wohnhaus Am Oderdeich 5
- Synagoge mit Wohnhaus (Poststraße 17)
- Wohnhaus und Stallgebäude Schustergasse 6

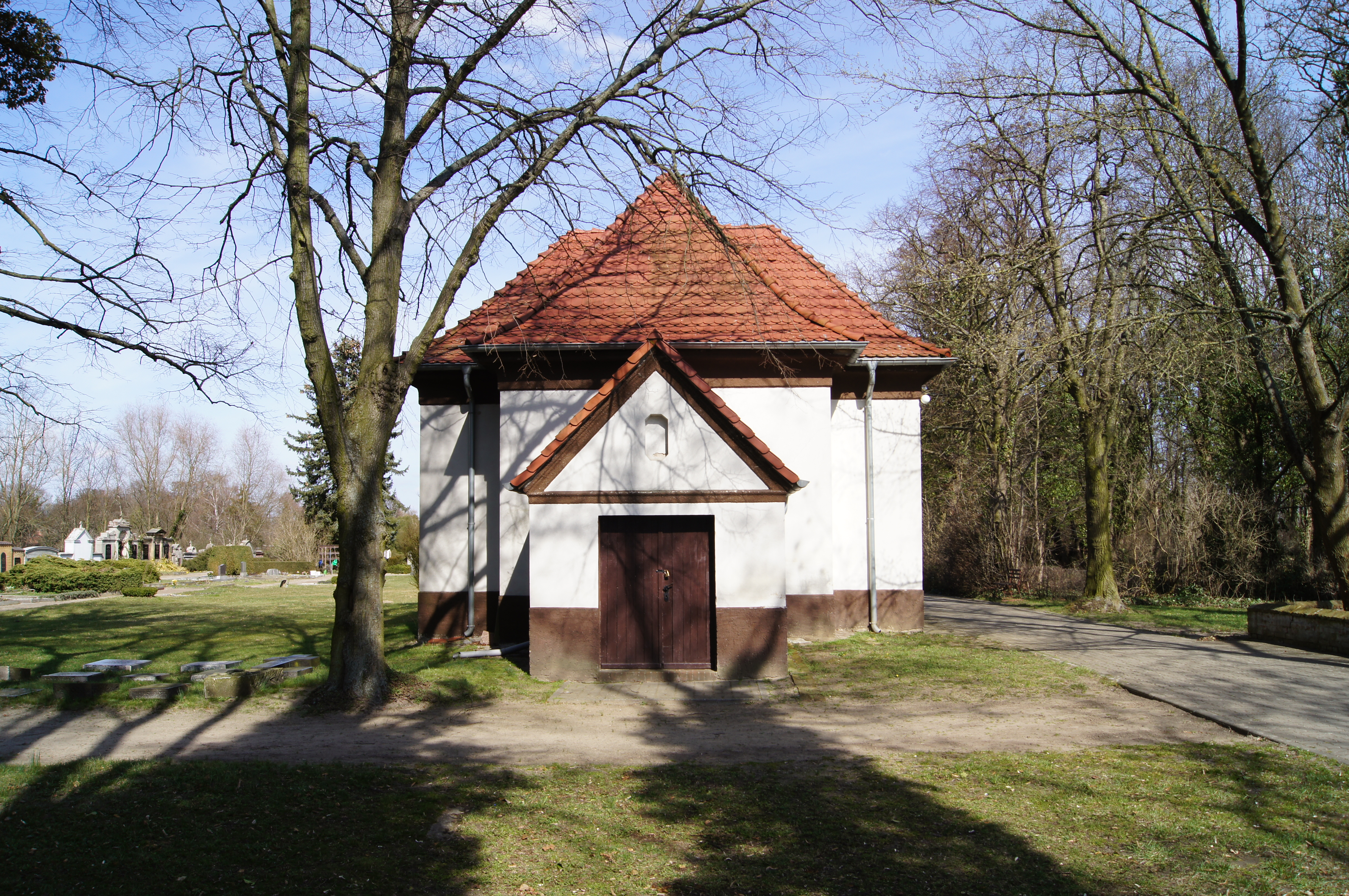
Friedhofskapelle
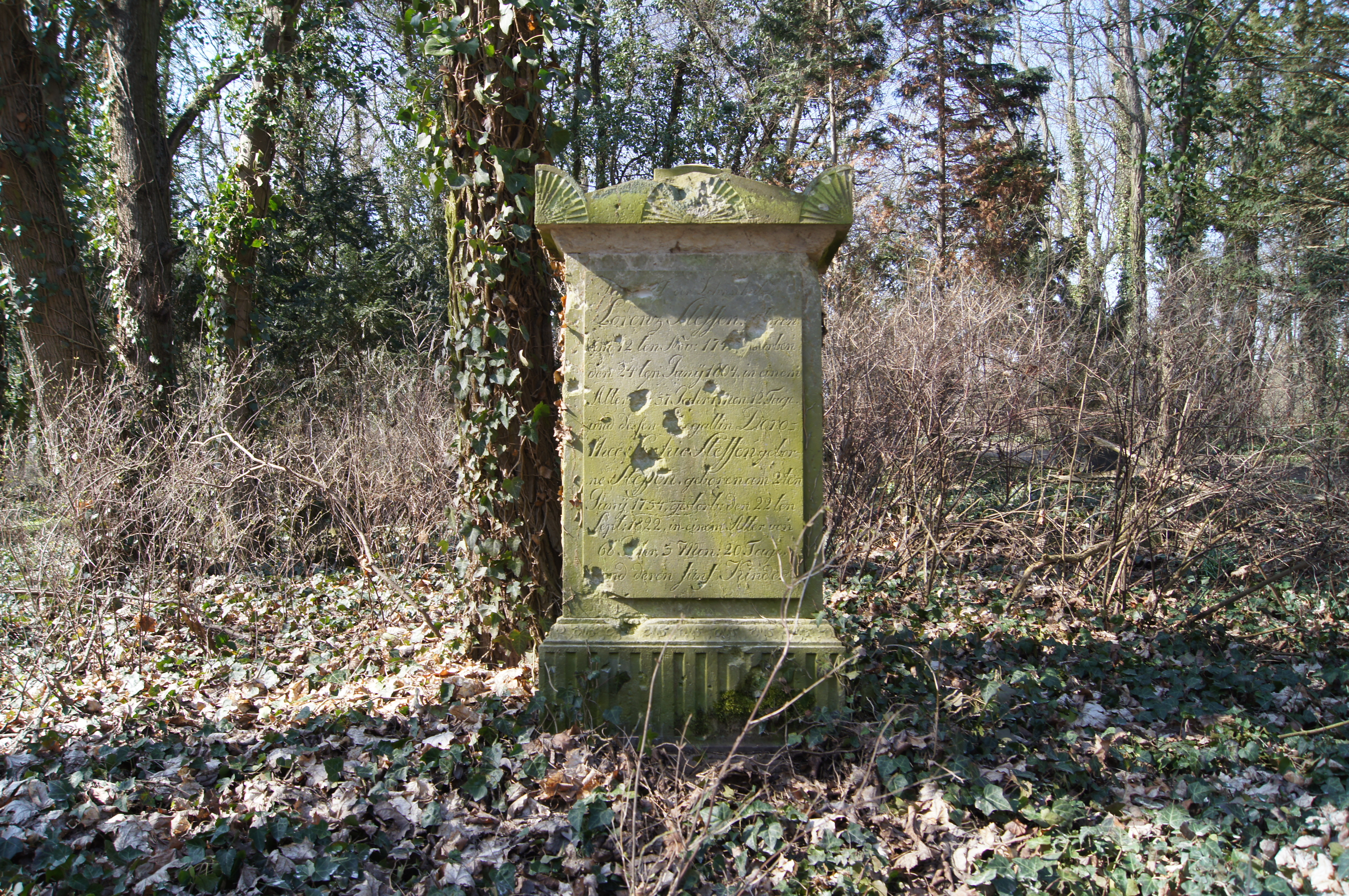
Grabmal Lehnschulze Lorenz Steffen und Ehefrau Dorothee Sophia
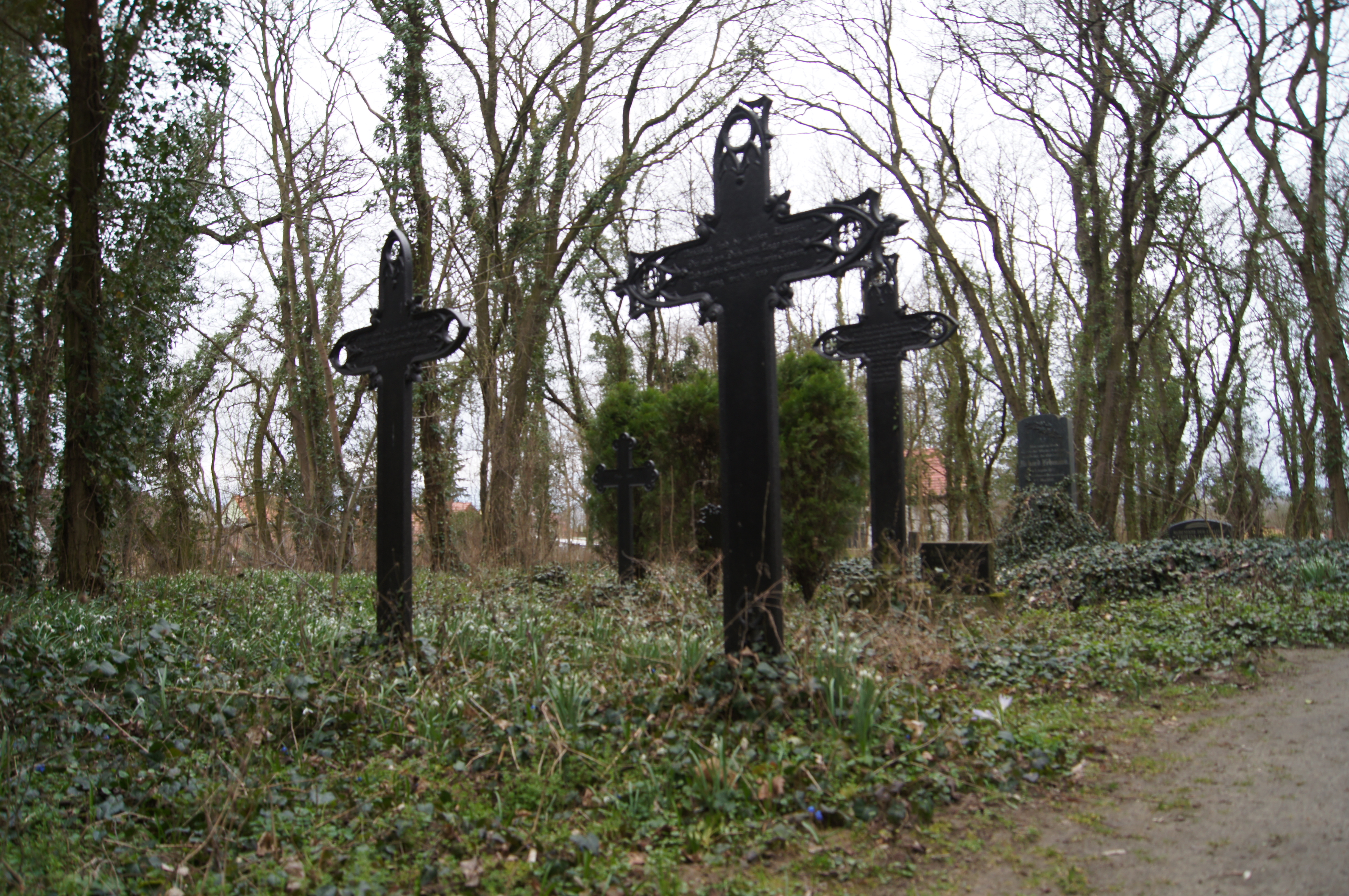
Familiengrab Laehme-Horn
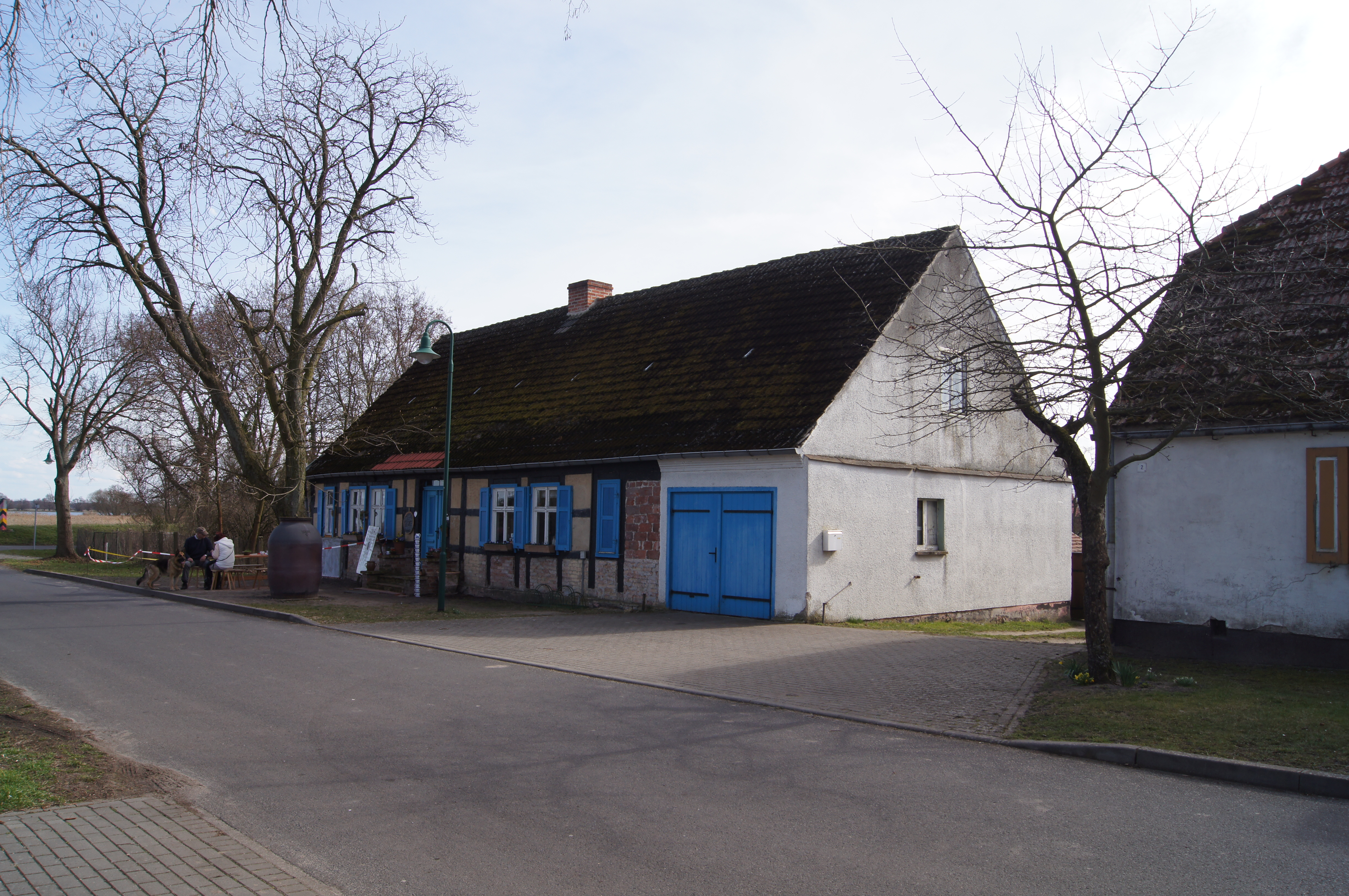
Alte Dorfstraße 2 (Brauntöpferei)
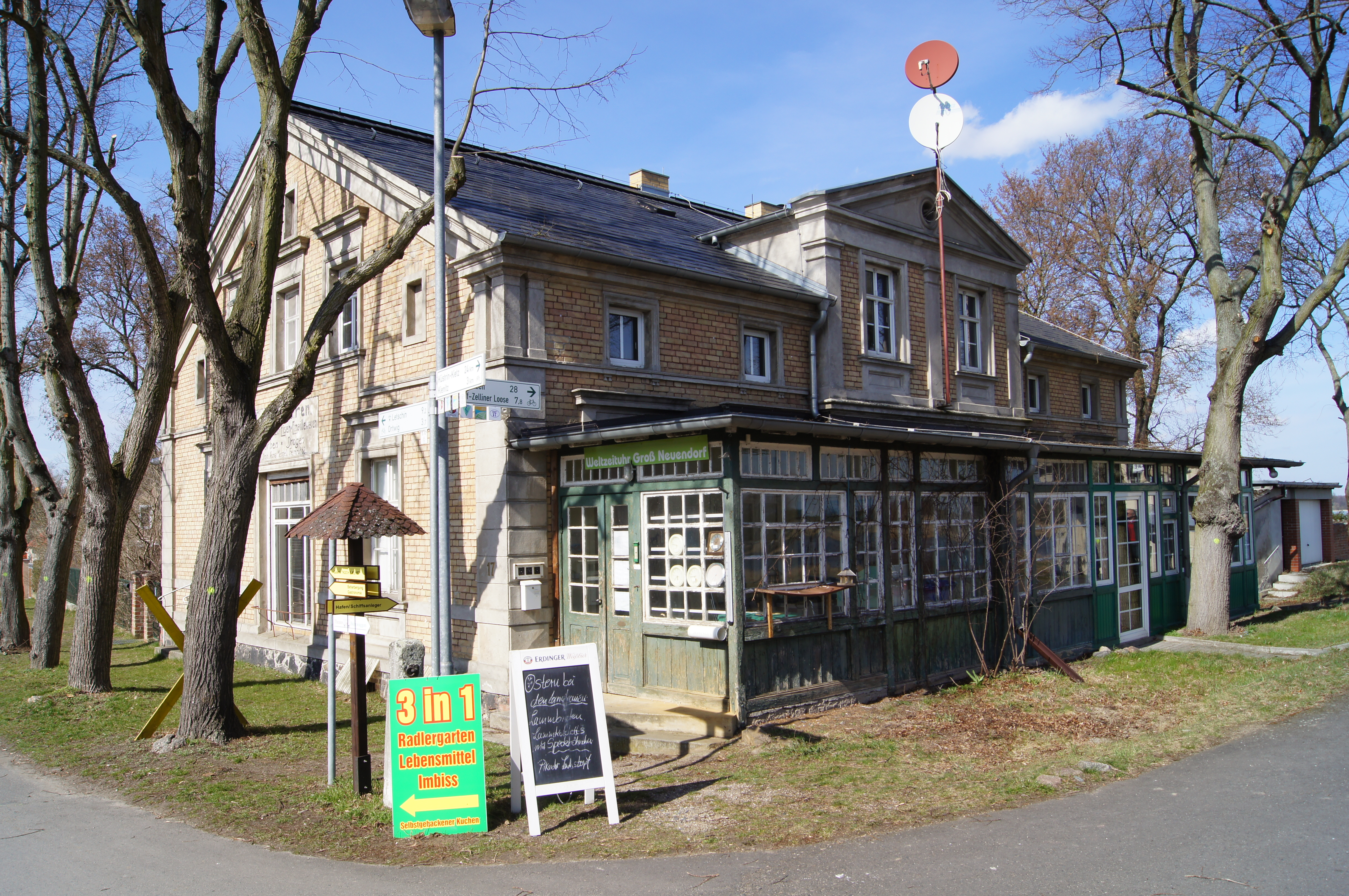
Gaststätte am Hafengelände
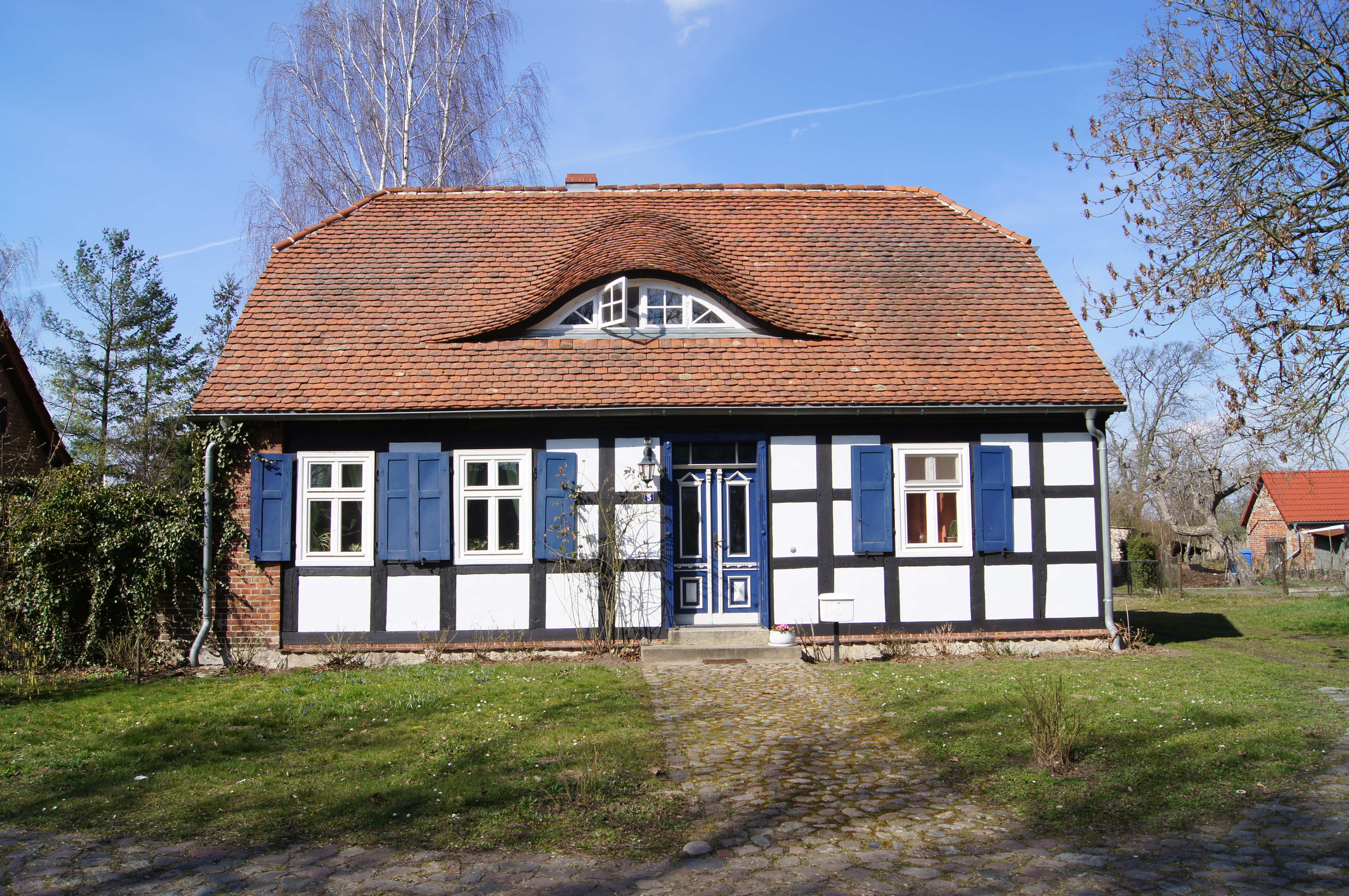
Am Oderdeich 5
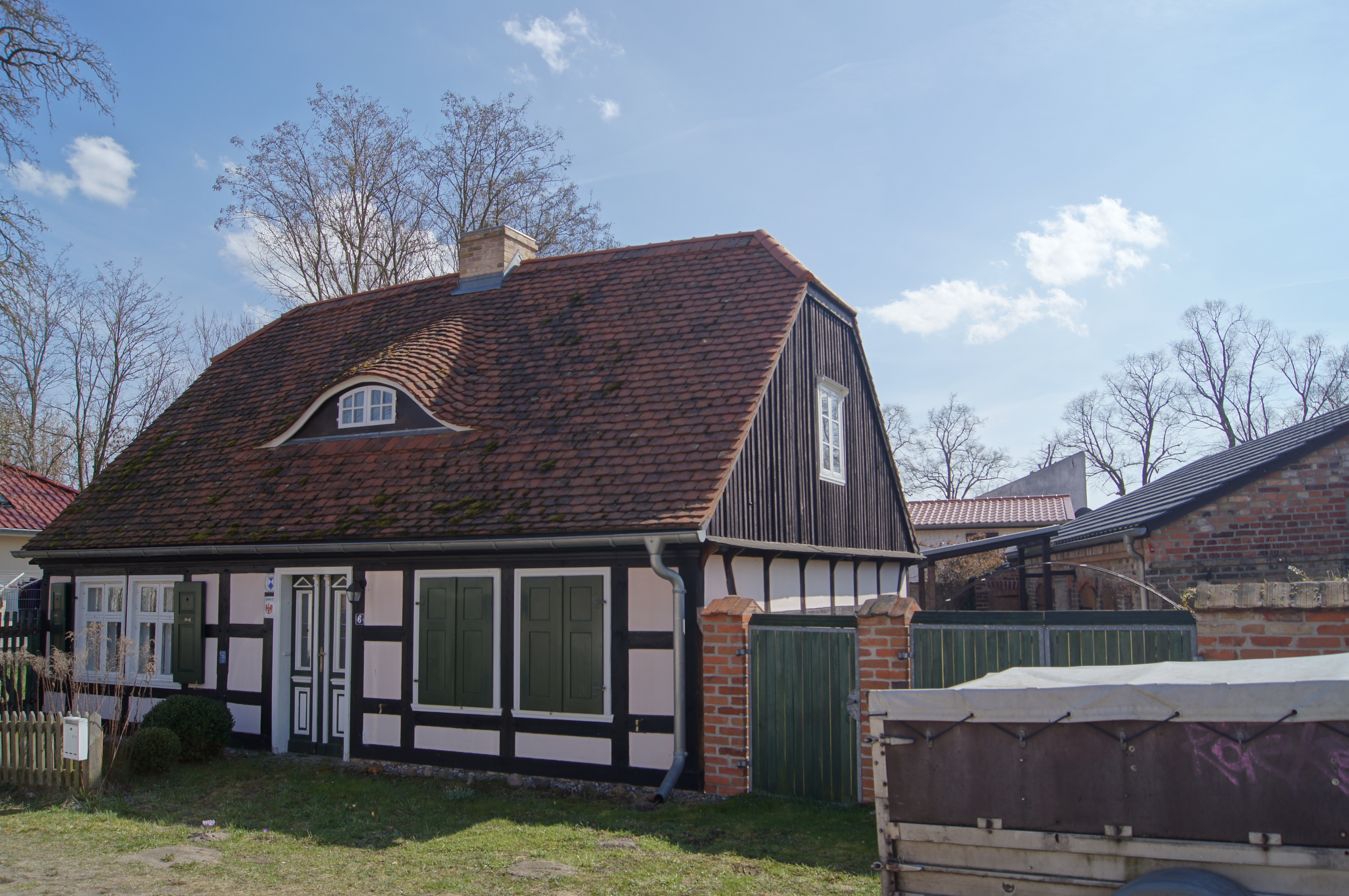
Schustergasse 6

### Theater und Museen

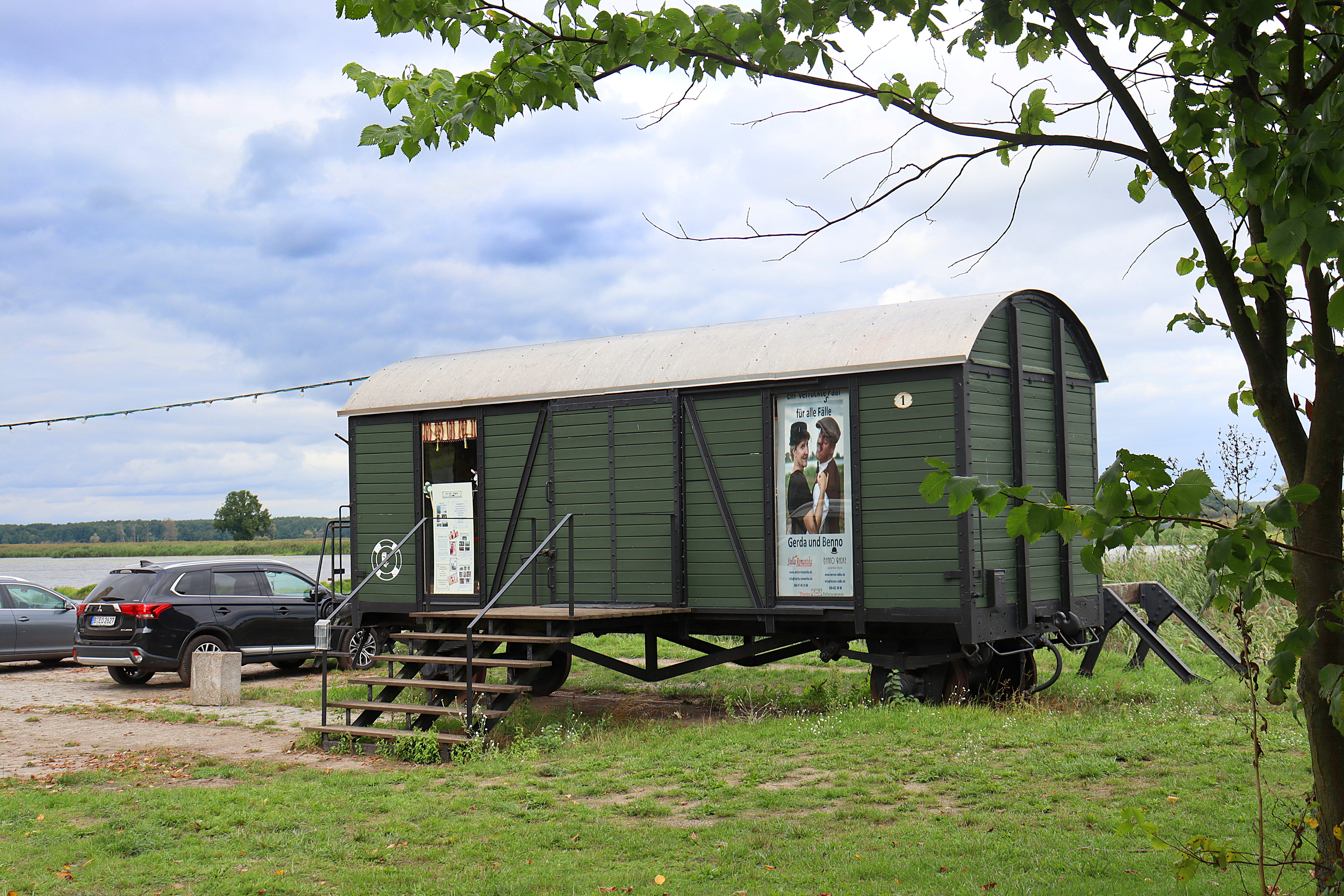
Das Theater im Bahnwaggon – TiB

- Das Theater im Bahnwaggon – TiBTheater (TIB – Theater im Bahnwaggon)[15]
- Landmaschinenausstellung
- Schmiedemuseum
- Museum im Schusterhaus[16]
- Galerie im Maschinenhaus
- Galerie Koch und Kunst

## Wirtschaft und Infrastruktur

### Unternehmen

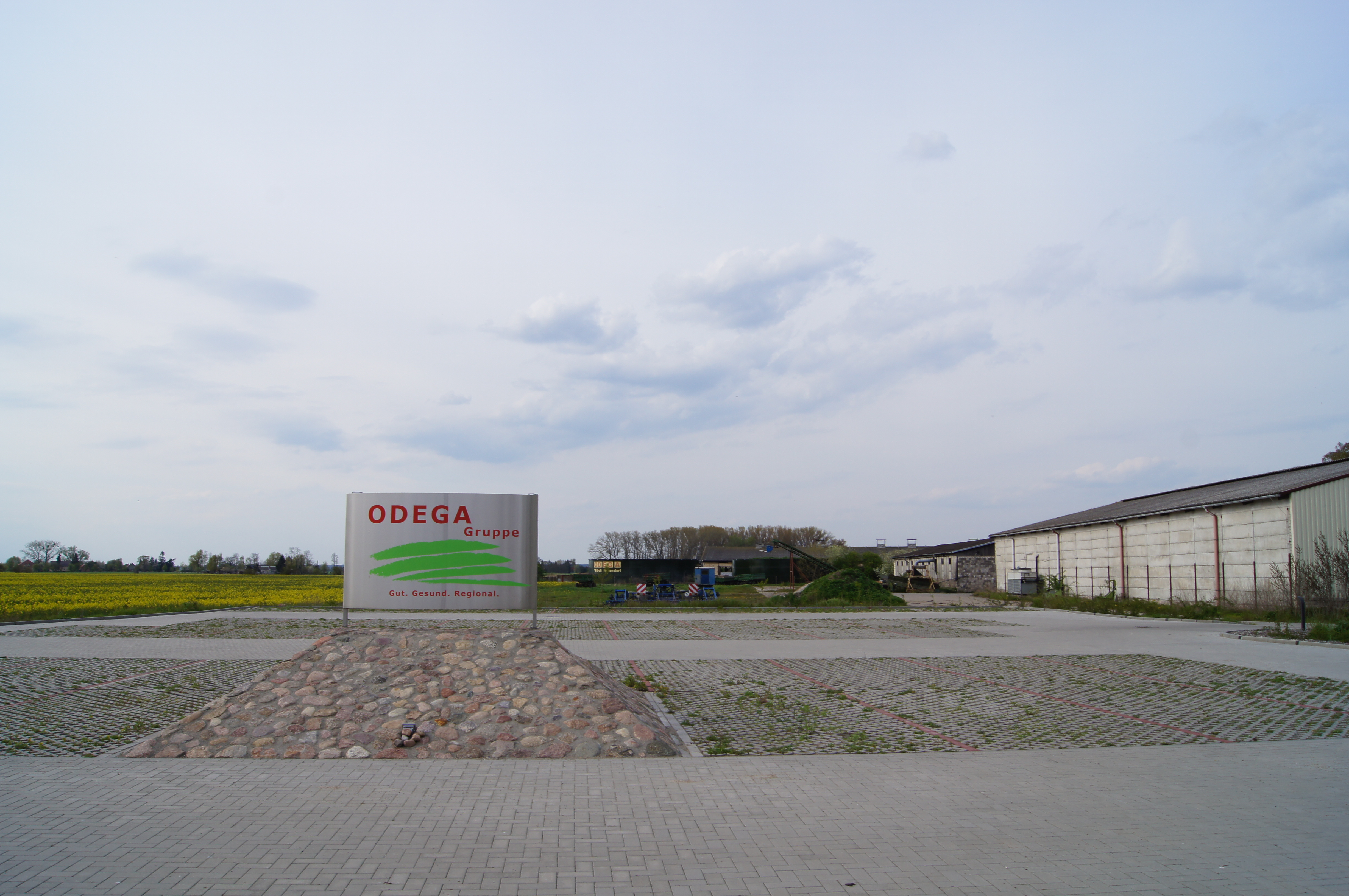
ODEGA in Groß Neuendorf

In Groß Neuendorf sind mehrere landwirtschaftliche Unternehmen ansässig, die zur Odega Gruppe gehören. Darunter ist die Odega – Frischgemüsehandel und Rohkonserven GmbH Groß Neuendorf, die Sauergemüse und Rohkonserven produziert.

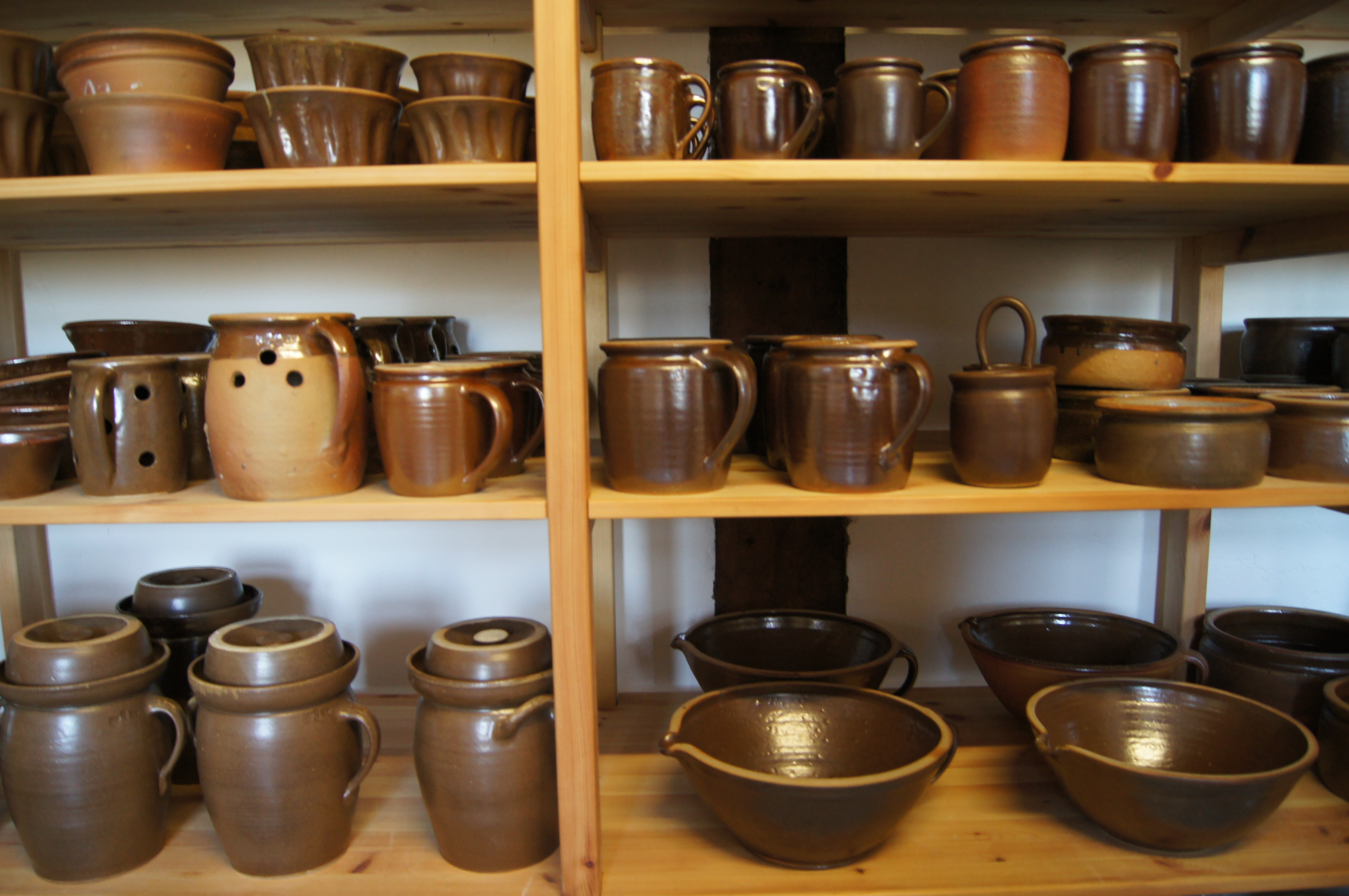
Braunzeug im Verkaufscafé der Brauntöpferei

Des Weiteren gibt es einen Töpferhof für Braunzeug, einen Fahrradverleih, eine freie Kfz-Werkstatt, einen Schafzüchter, zwei Landwirte und mehrere Baufirmen.

### Gastgewerbe
- Turmcafé im Verladeturm
- 3-Sterne-Hotel Maschinenhaus
- Imbiss-Café Zum Goldenen Klapprad
- Café in der Brauntöpferei
- mehrere Pensionen und Ferienwohnungen
- Naturcampingplatz

### Feuerwehr

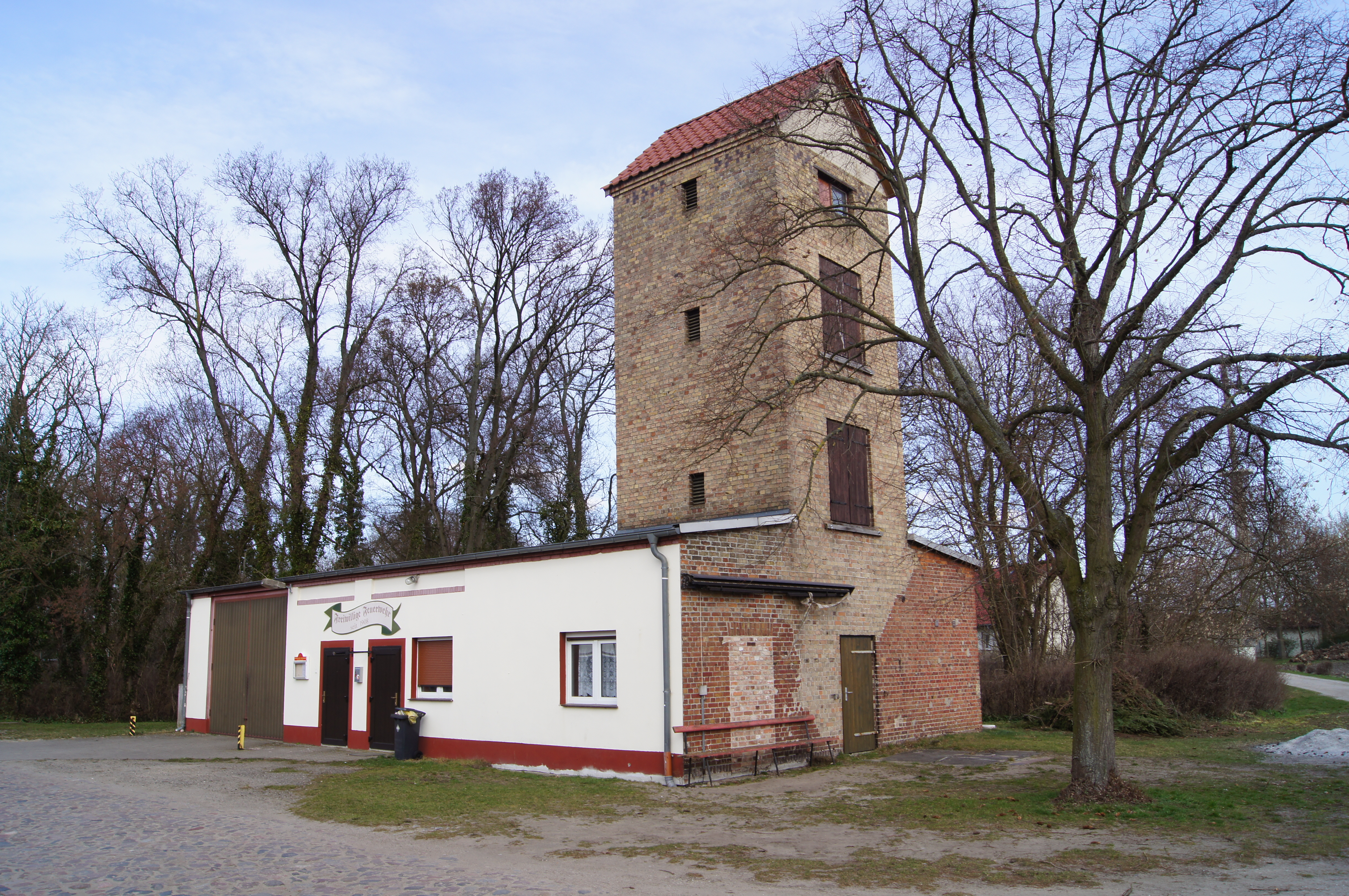
Gebäude der Freiwilligen Feuerwehr (2016)

Die Freiwillige Feuerwehr Groß Neuendorf besteht seit 1907. Ihr gehören die Jugendfeuerwehr Groß Neuendorf sowie die Einsatztruppe der Männer und Frauen an.

## Persönlichkeiten
Die Schauspielerin und Kabarettistin Lilo Hartmann (1910–1986) kam in Groß Neuendorf zur Welt.
Der Kirchenmusiker Helmut Krüger wirkte an den Kirchen von Groß Neuendorf, Kienitz und Ortwig. Seine dort gesammelten Erfahrungen veröffentlichte er 1967 in dem Buch Kleiner Chor – ganz groß.
Der Pädagoge, Dichter, Redakteur und Bühnenautor August Ludwig Lua (1819–1876) ist in Groß Neuendorf geboren.
Hedwig Frieda Amalie „Hete“ Mickley (1889–1966) heiratete am 13. Dezember 1919 in Hamburg Alois Hitler junior.
Die Theologin Hannelotte Reiffen war von 1947 bis zu ihrer Emeritierung 1967 Pfarrerin in Groß Neuendorf. Mit einem Teil des von ihrer Mutter geerbten Vermögens stellte sie die zerstörte Kirche wieder her.
Die Autorin Anna Schober (1847–1929) lebte seit 1879 in Groß Neuendorf.
Der Getreidegroßhändler Michael Sperling (* 1803 in Bernstein/Neumark; † 9. April 1866 in Groß Neuendorf) stiftete den jüdischen Friedhof und die Synagoge und finanzierte das Bahngleis zum Oderhafen.

## Wappen
Auf Initiative der damaligen Ortschronisten entstand Mitte der 1980er Jahre in Zusammenarbeit mit dem zu dieser Zeit amtierenden Bürgermeister in Anlehnung an das um 1930 gültige Gemeindesiegel ein Wappen, welches als Vorlage für das seit 1997 gültige Wappen von Groß Neuendorf diente. In diesem Wappen blieben der Baum (eine Rüster) und die Bienen in leicht abgewandelter Form erhalten. Auf Sense und Wiese wurde verzichtet. Stattdessen sollte im Wappen durch Wasser und Hecht Groß Neuendorf sich auch als Dorf von Fischern widerspiegeln. Da der für das Siegel Pate gestandene Baum nicht mehr existierte, wurde schon in der Entstehungszeit des Wappens (1986) ein neuer Baum an dessen Stelle (dort, wo sich Alte Dorfstraße und Oderstraße treffen) gepflanzt.